# Großer Seddiner See
Der Große Seddiner See, oft auch einfach Seddiner See, früher Seddinsee, ist ein 218 Hektar umfassender Rinnenbeckensee im Brandenburger Landkreis Potsdam-Mittelmark. Er liegt rund 22 Kilometer südwestlich von Berlin in den Gemeinden Seddiner See und Michendorf. Getrennt durch die Bundesstraße 2 schließt sich am Westende des langgestreckten Gewässers der Kleine Seddiner See (rund 4,4 Hektar) an. Ein schmaler Landstreifen am Südostufer trennt ferner den Kähnsdorfer See (rund 26 Hektar) vom Großen Seddiner See ab.
Die Flachseen entstanden im Brandenburger Stadium der Weichsel-Kaltzeit vor rund 20.000 Jahren. Sie befinden sich im Naturpark Nuthe-Nieplitz westlich des Saarmunder Endmoränenbogens am Rand des Beelitzer Sanders, einem Ostausläufer der Zauche. Der eutrophe und polymiktische Große Seddiner See weist im Mittel eine Tiefe von 3 und im Maximum eine Tiefe von 7 Metern auf. Sein Einzugsgebiet umfasst 2899 Hektar und besteht zu 47 Prozent aus Wald und zu 37 Prozent aus landwirtschaftlicher Nutzfläche (Stand 1994). Seine Randzonen sind weitgehend verschilft. Die Seddiner Seen dienten zwischen 2006 und 2009 als Pilotprojekt zur Sanierung nordostdeutscher Flachseen nach der EG-Wasserrahmenrichtlinie (EG-WRRL). 2017 charakterisierte der Steckbrief nach der WRRL den Großen Seddiner See als „kalkreichen, ungeschichteten See mit relativ großem Einzugsgebiet“ (Typ 11) und stufte seinen ökologischen als gut (Stufe zwei von fünf) und den chemischen Gesamtzustand als mäßig (Stufe drei) ein.
An dem früh besiedelten und heute weitgehend touristisch genutzten Gewässer liegen mehrere Sandstrände, der größte in Kähnsdorf. Der ungefähr 10 Kilometer lange Rundwanderweg um die Seddiner Seen ist streckenweise ein Teil der 66-Seen-Regionalparkroute, einem Wanderweg rings um Berlin.

## Bezeichnungen der Seen
In der limnologischen und sonstigen ökologischen Fachliteratur haben sich folgende Bezeichnungen der Seddiner Gewässer durchgesetzt, die auch Institutionen wie das Landesumweltamt Brandenburg, das Gewässerkataster und das Institut für angewandte Gewässerökologie verwenden:
- Großer Seddiner See: Das 218 Hektar umfassende Hauptgewässer ohne abgeteilte Westbucht, im Steckbrief nach der EG-Wasserrahmenrichtlinie auch einfach Seddiner See genannt.[1]
- Kleiner Seddiner See: Die seit 1804 abgeteilte und rund 4,4 Hektar[2] umfassende Westbucht des Hauptgewässers.
- Kähnsdorfer See: Der rund 26 Hektar[3] umfassende See am Südostufer bei Kähnsdorf (auf manchen Karten als Kleiner Seddiner See verzeichnet).

Ferner werden folgende Begriffe verwendet:
- Seddiner See oder Seddinsee: Der noch nicht geteilte, historische Gesamtsee vor 1804; gleichzeitig Name der Gemeinde Seddiner See.
- Seddiner Seen: Der heutige Große und Kleine Seddiner See.
- Seddiner Seenkette: Alle drei Gewässer.[3]

In einigen Darstellungen und Karten finden sich abweichende Bezeichnungen, die historisch begründet sind. Der Förderverein Seddiner See weist darauf hin, dass die Differenzierung Kleiner und Großer See ursprünglich zur Unterscheidung des Hauptgewässers (also Seddiner Gesamtsees) vom Kähnsdorfer See diente. So findet sich auf älteren Karten, beispielsweise noch auf einer Karte von 1920, für den Kähnsdofer See die Bezeichnung Kleiner Seddiner See. Bis zum Dammbau 1804 war der heute meist so genannte Kleine Seddiner See eine Bucht des Großen Seddiner Sees – der Gesamtsee hieß in der Regel Seddiner See, noch früher Seddinsee. Nach der Definition des Fördervereins ist der Kleine Seddiner See das heute üblicherweise als Kähnsdorfer See bezeichnete Gewässer; die heute üblicherweise als Kleiner Seddiner See bezeichnete Ostbucht des Seddiner Sees bleibt unbenannt.

## Geographie

### Räumliche Zuordnung

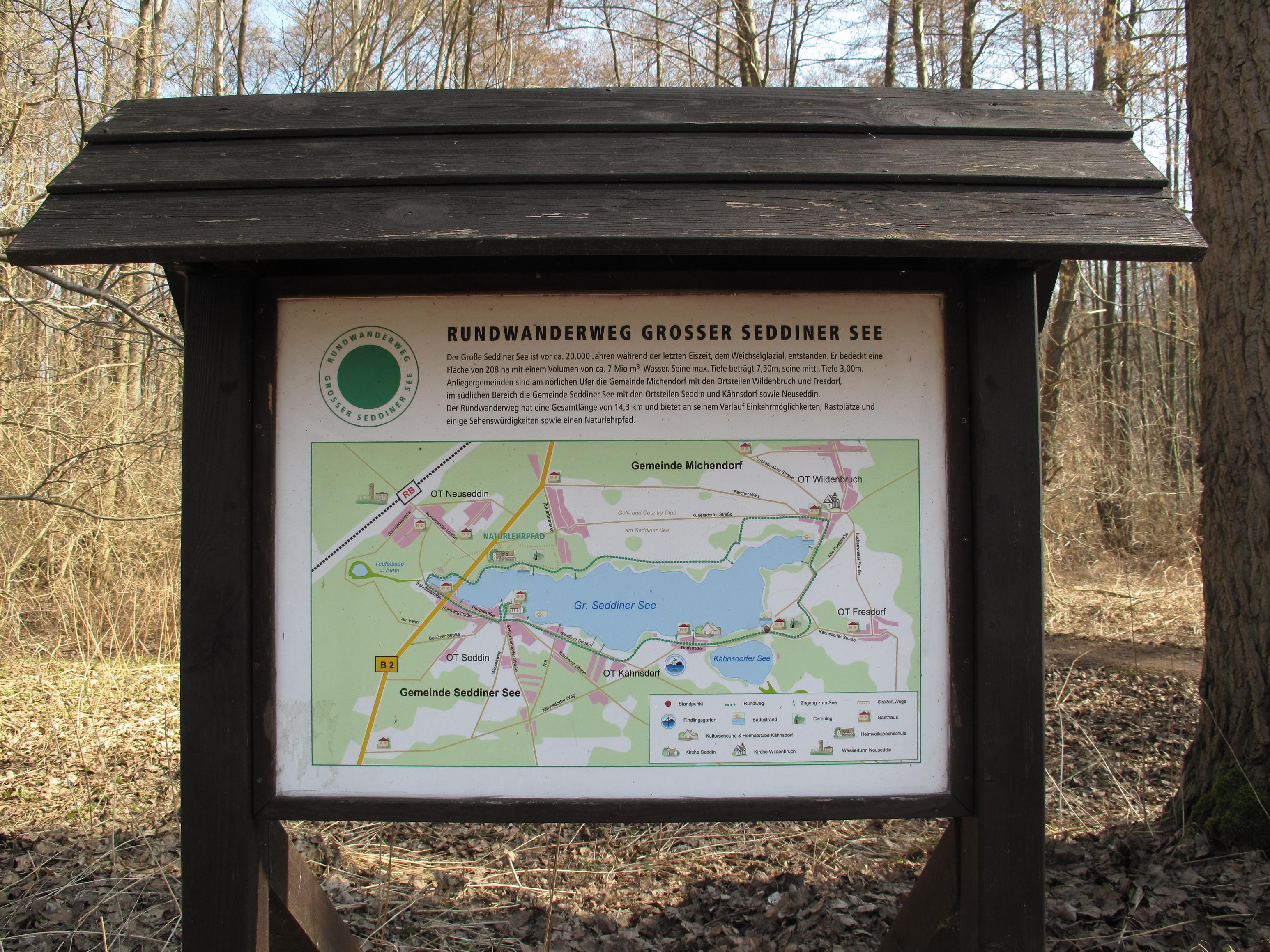
Karte und Rundwanderweg

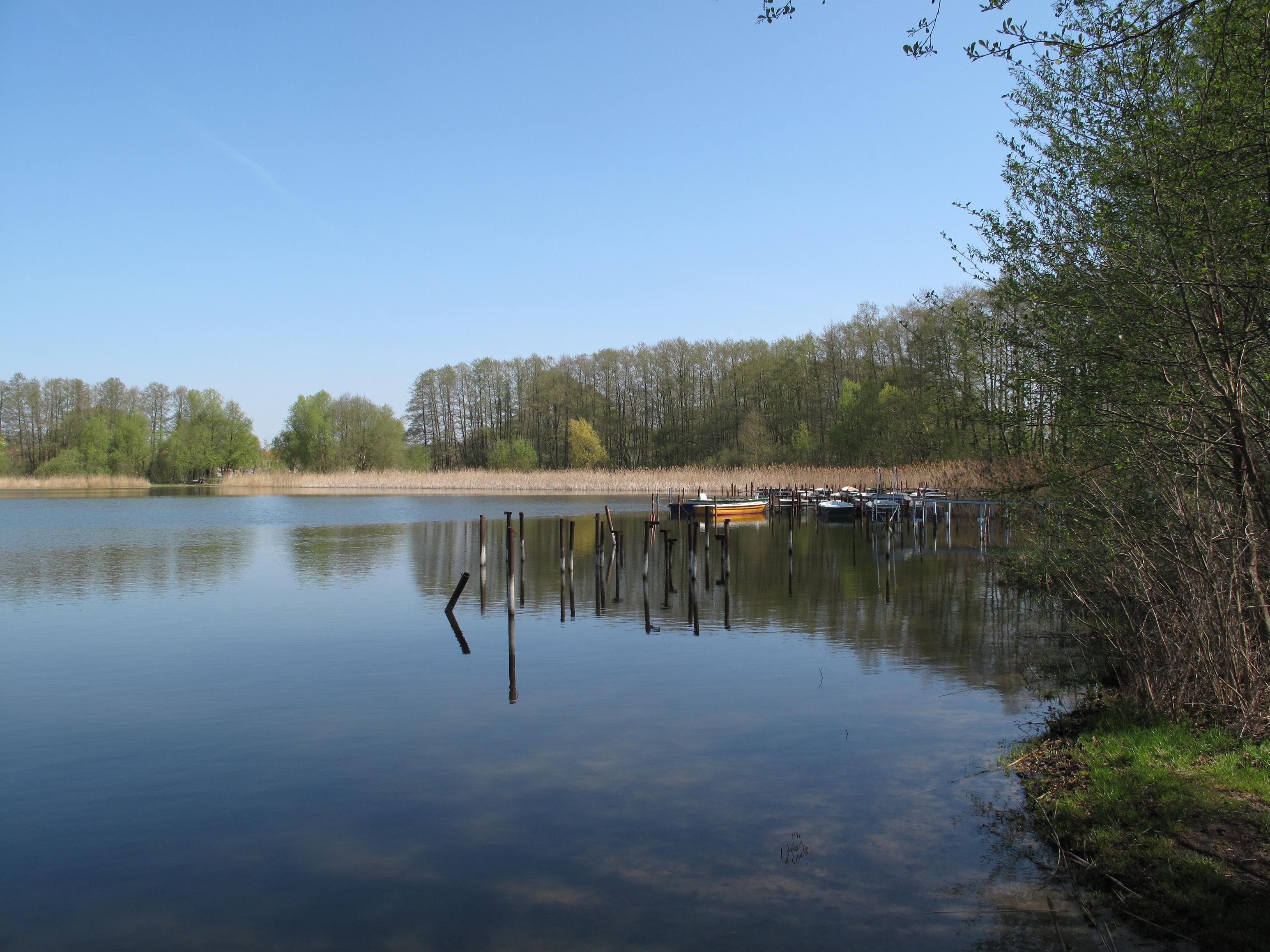
Wildenbrucher Bucht

Der Große Seddiner See ist mit 218 Hektar nach dem Blankensee (280 Hektar) der zweitgrößte See im Naturpark Nuthe-Nieplitz. Sein Nordufer bildet die Nordgrenze des Naturparks, dessen von den Flüssen Nuthe und Nieplitz durchzogene Landschaft kleinräumige Biotope mit einer großen Artenvielfalt, feuchte Wiesen und Flachmoore, landwirtschaftlich genutzte Felder, Wälder, naturbelassene Stillgewässer mit ausgedehnten Schilfgürteln und im Beelitzer Raum ausgeprägte Sanderflächen prägen. Der See liegt rund 13 Kilometer südlich von Potsdam, 12 Kilometer westlich von Ludwigsfelde und 5 Kilometer nördlich von Beelitz.
Während die gesamte Seefläche zur Gemeinde Seddiner See gehört, liegen einzelne Uferbereiche auch in der Gemeinde Michendorf. Im Einzelnen haben die Gemeinden folgende Uferanteile:
Gemeinde Seddiner See
- Gemarkung des Ortsteils Neuseddin: rund ein Drittel des Nordufers
- Gemarkung des Ortsteils Seddin: rund ein Drittel des Südufers und das Westufer
- Gemarkung des Ortsteils Kähnsdorf: rund zwei Drittel des Südufers

Gemeinde Michendorf
- Gemarkung des Ortsteils Wildenbruch: rund zwei Drittel des Nordufers und kleiner Teil des Ostufers
- Gemarkung des Ortsteils Fresdorf: rund vier Fünftel des Ostufers.[9]

Von diesen fünf Ortsteilen liegen die Dorfkerne Seddins und Kähnsdorfs direkt am See.

### Topographie und Morphometrie
Der Große Seddiner See zählt mit einem Längen-Breitenverhältnis von 5,0 zu den sehr schmalen Gewässern. Seine Längsausdehnung verläuft von Westen nach Osten und beträgt im Maximum 3900 (effektiv 3200), die Breite rund 1070 (effektiv 630) Meter. Nördlich der Seddiner Dorfkirche ragt eine Landzunge in den See hinein, die seine Breite an dieser Stelle auf rund 200 Meter begrenzt. Eine weitere Enge trennt die Wildenbrucher Bucht ab, die sich über die sonstige Uferlinie hinaus nach Norden und Osten in das Land schiebt. Der Umfang beträgt 10163 Meter. Der Uferentwicklungskoeffizient (UE) von 1,94 deutet auf eine starke Verzahnung des Sees mit seinem Umland hin. Entlang der Längsachse erreicht der See maximale Tiefen von 7,2 Metern. Im Mittel liegt die Tiefe bei drei Metern. Der Tiefengradient von F = 1,03 (kleiner als 1,5) weist den See als polymiktisch aus. Die Daten beziehen sich auf das Jahr 2001 und unterliegen größeren Schwankungen. Insbesondere zwischen 1982 und 1994 lagen einige Parameter im Zusammenhang mit der Abnahme des Seevolumens unter den angegebenen Werten.

### Magnetisches Observatorium Seddin
Das magnetische Observatorium Seddin wurde 1907 als Hilfsobservatorium der Potsdamer Hauptanstalt eingerichtet. Die Notwendigkeit dieser Beobachtungsstation ergab sich, da aufgrund der Elektrifizierung der Potsdamer Straßenbahn im Jahre 1907 Störungen der magnetischen Registrierungen zu erwarten waren. Eine weitere Störungsquelle befürchtete man seitens der elektrischen Treidelanlage längs des Teltowkanals. In Seddin wurden die Registrierungen der magnetischen Nord-, Ost- und Vertikalkomponenten aufgezeichnet. Die abgeleiteten Basiswerte aus den Messungen wurden weiterhin in Potsdam am Magnetischen Observatorium erstellt. Wegen zunehmender Störungen des Magnetfeldes durch erhöhtes Verkehrsaufkommen auf der Reichsstraße 2 und dem Rangierbahnhof Seddin, wurde das Observatorium 1932 nach Niemegk verlegt.

## Geologie und Hydrographie

### Genese

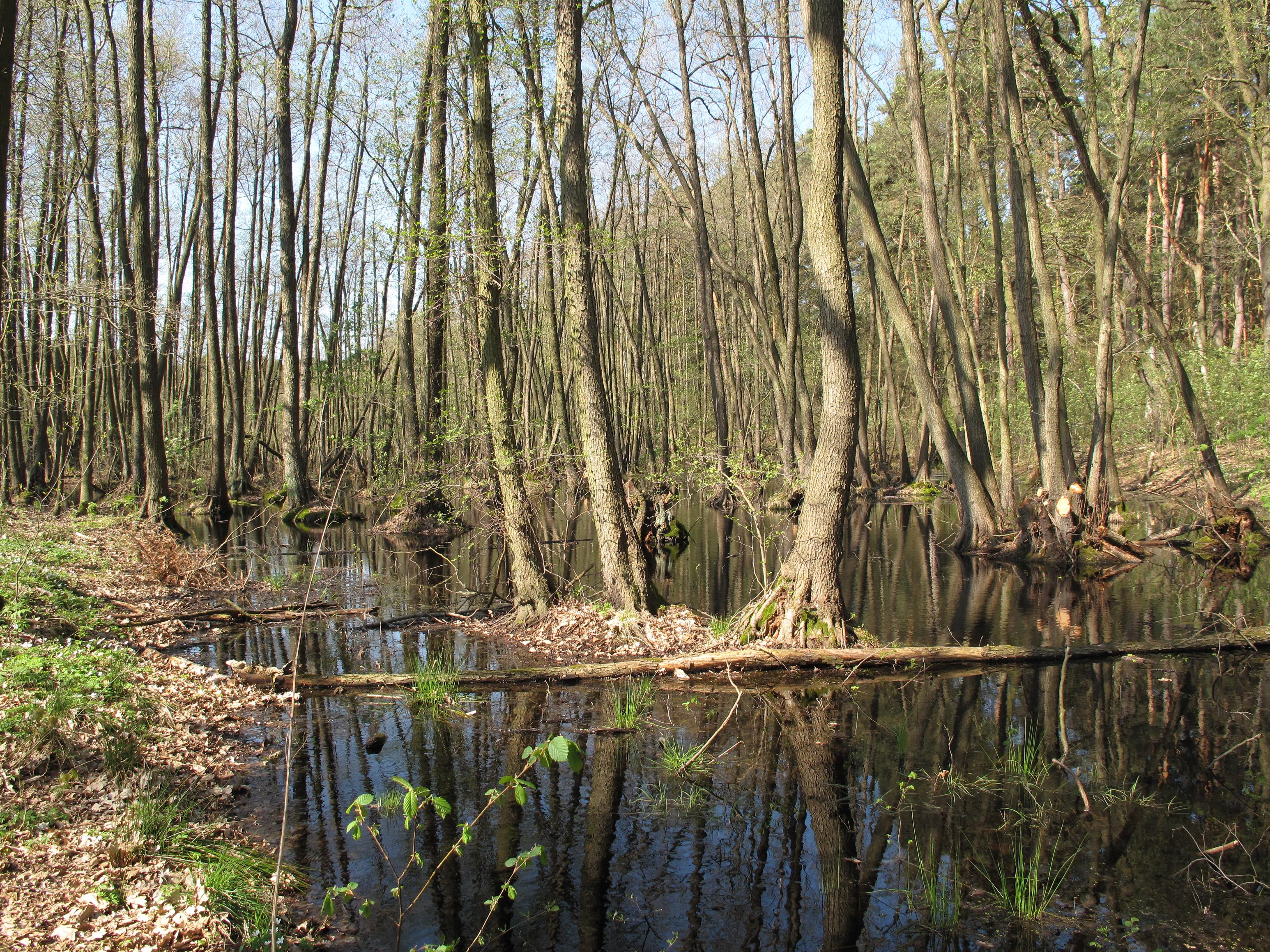
Erlenbruch am östlichen Austritt des Langen Grundes aus dem Saarmunder Endmoränenbogen zur Nuthe-Nieplitz-Niederung

Der Seddiner See ist ein glazial, das heißt durch die Tätigkeit des Eises und seiner Schmelzwässer, angelegter See. Er beinhaltet sowohl Elemente eines Rinnensees als auch eines Toteissees. Liedtke zählt ihn in seiner geomorphologischen Seenklassifikation zum Typus des breiten Rinnenbeckensees. Er entstand zwischen zwei Rückzugsstaffeln der Inlandvergletscherung des Weichselglazials vor rund 20000 Jahren in einer Schmelzwasserabflussbahn. Der Ausgangspunkt der Abflussbahn lag östlich von Ferch im Ostteil der Zauche dicht an der Havelrinne. Trotz der Nähe strömten die Schmelzwasser nicht nach Westen in die Havelrinne, sondern über den (jeweils heutigen) Großen und Kleinen Lienewitzsee sowie den Karinchensee zunächst nach Süden, dann über das Seddiner Fenn, die Seddiner Seen und den Langen Grund durch die Fresdorfer Heide nach Osten Richtung Saarmund in die Trebbin-Potsdamer Abflussbahn zwischen dem Saarmunder Endmoränenbogen und dem Teltowplateau, die heute von den Flüssen Nuthe und Nieplitz genutzt wird.
Der Seddiner See bildete sich an einer untergeordneten Lobennaht heraus. In den Lobennähten der Abflussbahn sanken größere Eismassen bis auf den Gletscherboden und wurden von Sanden umhüllt. Nach dem Abschmelzen der Gletscher verhinderten die Sandmassen das schnelle Abtauen der abgesunkenen Eismassen, sodass diese zunächst als Toteis liegen blieben. Die daraus entstandenen rundlichen und ovalen Seen westlich des Seddiner Sees bilden heute größtenteils Flachmoore und Toteisseen wie den Teufelssee. Auch östlich des Seddiner Sees zeigen zwei kleinere Gewässer und trockengefallene Schilfovale die ehemalige Abflussrinne an. Ein weiteres Relikt der Rinne bildet ein wasserbestandener Erlenbruch zwischen dem Ziebchenberg (81 m) und Backofenberg (91 m), am östlichen Austritt des Langen Grundes aus dem Saarmunder Endmoränenbogen vor der Verbindungsstraße Saarmund – Tremsdorf.

### Zuflüsse und Entwässerung
Die Seddiner Seen sind hauptsächlich grundwassergespeist. Das Grundwasser strömt aus nordwestlicher Richtung zu den Seen und verbindet sie hydraulisch mit dem Nuthe-Nieplitz-System. Geringe, oberflächliche Zuflüsse gelangen durch das Seddiner Fenn in den Kleinen Seddiner See, der bei ausreichend hohen Wasserständen über einen Kanal in den Großen Seddiner See entwässert. Während die glaziale Schmelzwasserbahn nach Osten strömte, fließt das Wasser heute über den gleichfalls verbundenen Kähnsdorfer See durch das Mühlenfließ nach Süden in den Königsgraben, der es wiederum der Nuthe → Havel → Elbe zuführt.
Allerdings findet die Entwässerung über das Mühlenfließ nur noch bei entsprechend hohen Wasserständen statt, kurzfristig wieder nach 1995. Zuvor kam es durch klimatische und anthropogene Einflüsse (siehe unten) zu einer deutlichen Seespiegelabsenkung. So hatte sich das Seevolumen des Jahres 1992 gegenüber 1987 um 2 Mio. m³ und der Pegel des Seespiegels um 80 cm verringert. Allerdings erreichen auch die heutigen sporadischen Abflüsse nicht mehr die Volumen der Zeit vor 1920. Bereits in den 1920er Jahren musste die Stückener Wassermühle am Mühlenfließ aufgegeben werden. Denn der verstärkte Brunnenbau, der infolge der Elektrifizierung der Region einsetzte, senkte den Wasserstand der Seddiner Seen bereits zu dieser Zeit so weit ab, dass das Mühlenfließ nicht mehr ausreichend mit Wasser versorgt wurde.

### Einzugsgebiet und Umgebung

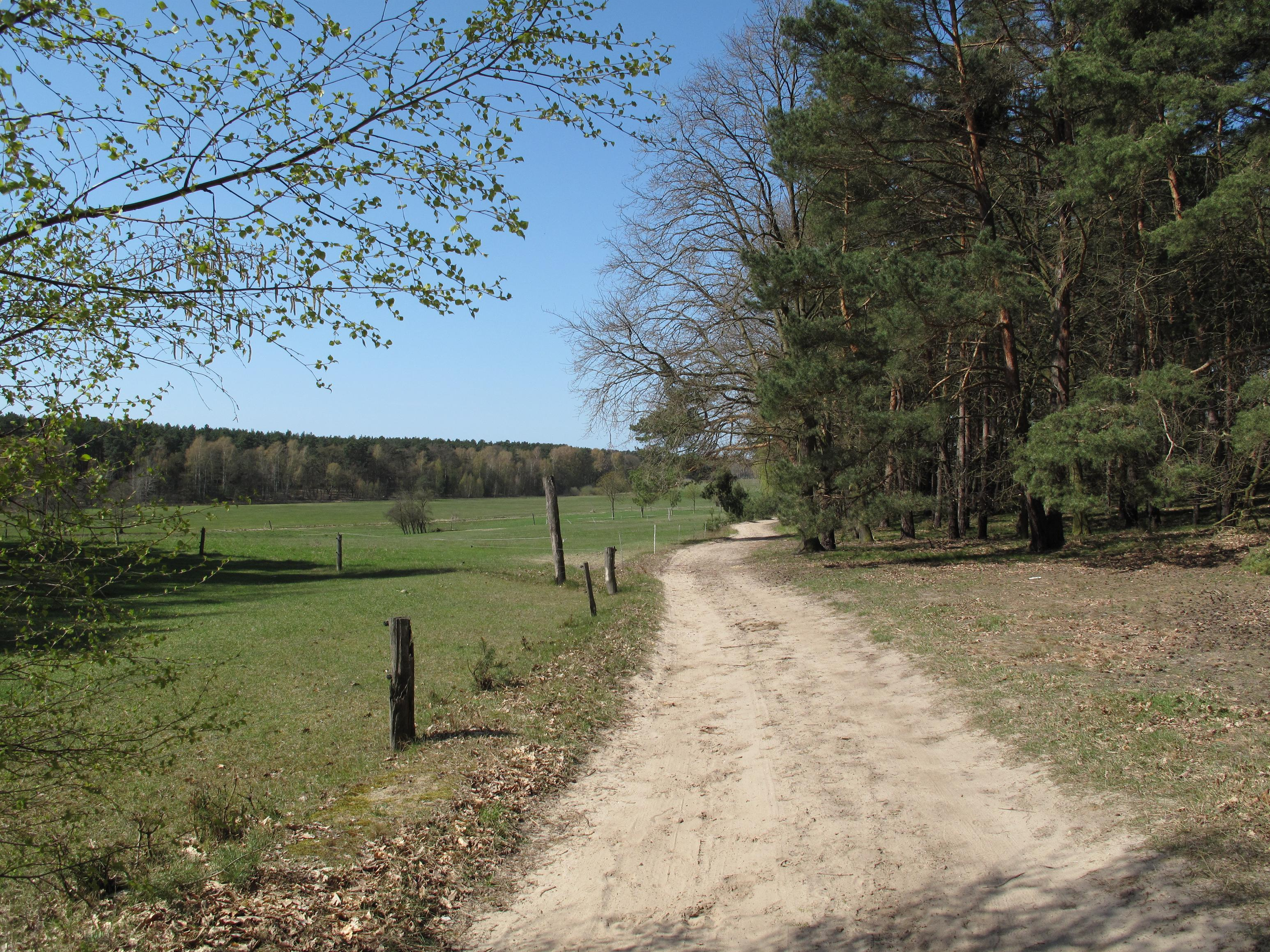
Mühlenfließniederung zwischen Stückener Heide und Rauhem Berg (rechts)

Das Einzugsgebiet des Großen Seddiner Sees beträgt 2899 Hektar. Es bestand 1994 zu
- 47 % aus Wald
- 37 % aus landwirtschaftlicher Nutzfläche
- 6,5 % aus Siedlungsfläche
- 4,2 % aus Produktionsfläche
- 3,7 % aus Feuchtgebieten
- 1,9 % aus Kleingärten und zu
- 0,2 % aus Gewässern.[11]

Der Waldanteil von 47 % liegt über dem Brandenburger Durchschnitt von 37 % (Gesamtdeutschland: 30 %). Von wenigen Ausnahmen wie dem Bereich des Spiegelbergs abgesehen steigen die Ufer des Großen Seddiner Sees nur leicht an und gehen in das zauchetypische flachwellige Gelände über. Der Spiegelberg, rund 120 Meter vom mittleren Nordufer entfernt, erhebt sich in der Wildenbrucher Siedlung Lehnmarke auf 52 Meter. Die Reliefenergie zum 39 Meter hohen Seespiegel beträgt hier 13 Meter. Der rund 400 Meter südöstlich gelegene Rauhe Berg zwischen dem Kähnsdorfer und Fresdorfer See steigt auf 78 Meter an. Die höchste Erhebung im näheren Bereich bildet mit 91 Metern der Backofenberg in Tremsdorf. Der Berg liegt 3 Kilometer östlich des Sees und ist ein Teil des Saarmunder Endmoränenbogens, der die Zauche nach Osten von der Nuthe-Nieplitz-Niederung abgrenzt. Die Endmoräne hat ihren Gipfel im 114 Meter über NN liegenden Potsdamer Kleinen Ravensberg.

## Klima und Hydromorphologie

### Klima
Die Seddiner Seen liegen in einer gemäßigten Klimazone im Übergangsbereich vom atlantisch geprägten Klima Nord-/Westeuropas zum kontinentalen Klima Osteuropas. Wetterextreme wie Stürme, starker Hagel oder überdurchschnittlicher Schneefall sind selten. Der Austausch zwischen der trockenen Luft im Bereich des waldreichen Beelitzer Sanders mit der feuchten Luft der angrenzenden Niederungsgebiete hat eine hohe Luftgüte zur Folge.
Der Temperaturverlauf entspricht ungefähr dem bundesdeutschen Durchschnitt. Die jahreszeitlichen Temperaturschwankungen sind mit 18,5 °C geringer als im üblichen kontinentalen Klima, aber höher als im ausgeglicheneren Seeklima der Küstenregionen. Die Jahresmitteltemperatur beträgt rund 9,0 °C. Der mittlere Jahresniederschlag liegt bei 530 mm und ist damit sehr niedrig – er fällt in das untere Zehntel der in Deutschland erfassten Werte; lediglich an 7 % der Messstationen des Deutschen Wetterdienstes werden niedrigere Werte registriert. Der meiste Niederschlag fällt in den Sommermonaten Juni bis August mit einem Spitzenwert von 59 mm im Juni. Die trockensten Monate sind der Februar mit 33 und der Oktober mit 34 mm Niederschlag. (Die Daten beziehen sich auf das rund 5 Kilometer südlich liegende Beelitz; für die Gemeinde Seddin liegen keine entsprechend detaillierten Vergleichszahlen vor.) Die Sonne scheint pro Jahr durchschnittlich knapp 1.700 Stunden. Damit liegt die jährliche Sonnenscheindauer im oberen Bereich Deutschlands. Den geringsten Wert weist der Dezember mit 40, den höchsten Wert der Juli mit 232 Sonnenstunden auf.(Die Daten beziehen sich auf das rund 13 Kilometer nördlich liegende Potsdam; für die Gemeinde Seddin liegen keine entsprechend detaillierten Vergleichszahlen vor.)

### Schichtung, Zirkulation und Sichttiefe

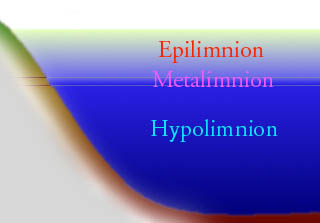
Gliederung eines Sees aufgrund abiotischer Faktoren

Das Volumen des Großen Seddiner Sees beträgt 6,62 Mio. m³. Lediglich in sommerlichen Phasen mit strahlungsreichen, windarmen Hochwetterlagen weist er temporäre Schichtungen auf. Die theoretische Epilimniontiefe (Zepi) lag 2001 bei 7,0 m. Ein Metalimnion und Hypolimnion bildet der polymiktische Flachsee nicht aus. Die Erneuerungszeit beziehungsweise theoretische Aufenthaltszeit (tR) des Wassers (Füllzeit) liegt mit a = 1,9 hoch. Die Sichttiefe betrug 2005 lediglich 0,65 Meter. Die geringe Transparenz weist auf ein hochproduktives Gewässer mit starkem Algenwachstum hin. Allerdings konnte die Sichttiefe mit den 2006 einsetzenden Sanierungsmaßnahmen deutlich verbessert werden (siehe unten).

### Chemische und trophische Charakteristik
Der Große Seddiner See weist mit dem pH-Wert 8,4 schwach alkalische und mit einer Leitfähigkeit von 480 µS/cm (mikroSiemens je Zentimeter) mäßig elektrolytreiche Verhältnisse auf. Nach einer 2004 im Auftrag des Umweltbundesamtes erarbeiteten Dokumentation der Technischen Universität Cottbus, Lehrstuhl für Gewässerschutz, erbrachten Messungen trophierelevanter Parameter starke Veränderungen für den Zeitraum zwischen 1989 und 2000. Dabei entwickelte sich der See von einem polytrophen zu einem eutrophen Zustand.
Die Gesamtphosphorkonzentration der Frühjahrszirkulation sank in 0,5 Meter Tiefe zwischen 1989 und 1993 von 197 µg/l auf 77 µg/l, die sommerliche Konzentration von 99 µg/l auf 76 µg/l. Die sommerlichen Werte gingen 1996 und 2000 auf rund 40 µg/l weiter zurück und lagen 2005 bei 50 µg/l. Die mittlere Gesamtstickstoffkonzentration änderte sich von 5,1 mg/l (1989) über 2,1 mg/l (1993) auf 1,5 mg/l (2000). Der Chloridgehalt betrug 31 mg/l (2005), die Sauerstoffkonzentration 80–120 % (2005). Die Summe des organisch gebundenen Kohlenstoffs im Wasser (TOC = Total organic carbon) lag 2005 bei >18 mg/l. Dieser Wert indiziert in der Regel produktive Karpfenteiche. Die sommerliche Chlorophyll a-Konzentration nahm nach einem Maximalwert von >100 µg/l (1992) über 85 µg/l (1994) drastisch auf 19 µg/l (2000) ab und stieg anschließend leicht auf >35 µg/l (2004). Die hohe Chlorophyll a-Konzentration Anfang der 1990er Jahre führt die Untersuchungsgruppe auf die Abnahme des Seevolumens und der Seefläche sowie den drastischen Rückgang des Röhrichtstreifens in dieser Zeit zurück – Faktoren, die wahrscheinlich das Selbstreinigungspotential des Sees vermindert hatten.

## Ökologie

### Belastungen in der DDR-Zeit
Ursächlich für die Volumenabnahme 1987/1992 um 2 Mio. m³ waren neben veränderten klimatischen Bedingungen anthropogene Einflüsse. Das ehemalige Kombinat Industrielle Mast (KIM) Kähnsdorf zog für seinen Betrieb jährlich 204.000 m³ Wasser aus dem See. Auch der trophische Zustand des Gewässers wird weitgehend auf die Entenmast zurückgeführt, die in den 1950er Jahren als Freiwasserhaltung erfolgte. 1964, nach Einstellung der Freiwasserhaltung, liefen die Abwässer des Kombinats rund ein halbes Jahr über einen Oxidationsgraben ungeklärt in den See. Danach erfolgte eine Verbringung in Absetzbecken mit anschließender Verregnung auf landwirtschaftlichen Nutzflächen außerhalb des Einzugsgebietes. Im Kähnsdorfer See führte eine Intensivhaltung von Karpfen mit Zufütterung von 1965 bis zum Ende der 1980er Jahre zu einem Überangebot an Nährstoffen.

### Pilotprojekt Sanierung der Seddiner Seen

#### Ziele und Maßnahmen
Zwischen 2006 und 2009 wurde die Seddiner Seenkette unter Federführung des Instituts für angewandte Gewässerökologie und unter Förderung des Brandenburger Ministeriums für Ländliche Entwicklung, Umwelt und Verbraucherschutz als Pilotprojekt saniert. Ziel des Projektes war, am Beispiel der Seddiner Seen verschiedene Verfahren zur Sanierung auf ihre Wirksamkeit und Effektivität hin zu untersuchen. Mit den Erkenntnissen soll es möglich werden, Flachseen in Nordostdeutschland, für die es bisher keine schlüssigen Ansätze zur Restauration gibt, erfolgreich zu therapieren und damit die bis 2015 geforderte Umsetzung der EG-Wasserrahmenrichtlinie (EG-WRRL) zur Wiederherstellung guter ökologischer Gewässerzustände (unter anderem zur Reduzierung von Algenmassenentwicklungen Phosphorkonzentrationen unter 50 Mikrogramm je Liter) zu unterstützen. Zum Einsatz kamen insbesondere folgende Verfahren und Maßnahmen:
- Pelicon-Anlagen zur chemischen Phosphatfällung in allen drei Seen[2][3]
- Tiefwasserbelüftungsanlage (Tibean) zur Einbringung von Fällmitteln zur weiteren Senkung der Gesamtphosphorkonzentration (TP) im Großen Seddiner See.[24][25]
- Biomanipulation = Einsatz von Raubfischen zur Unterdrückung zooplanktophager Massenfischarten; im Rahmen des Projekts vor allem im Kähnsdorfer See, im Großen Seddiner See bereits zwischen 1992 und 1995.[3]
- Wasserzuführung, Einleitung von jährlich 54.0000 Kubikmeter eisenhaltigen Frischwassers aus einem benachbarten Grundwasserspeicher in den Großen Seddiner See.[3][26]

#### Ergebnisse und zusätzliche Wasserzufuhr

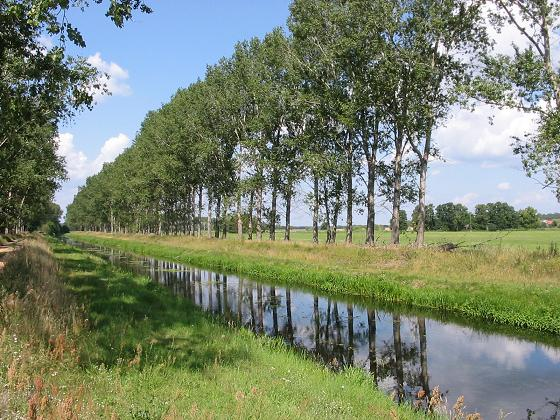
Aus der Nieplitz wird dem See 1 Mio. m³ Wasser zugeführt

Konnte der Kähnsdorfer See bereits 2006/2007 erfolgreich therapiert werden, ergab sich für den Großen Seddiner See 2007 als erster Restaurationserfolg eine partielle Wiederbesiedlung mit Unterwasserpflanzen. Die Phosphorfällung führte seit Herbst 2007 zu niedrigen Nährstoffkonzentrationen, sodass sich seit dem Winter 2007/2008 für den See ungewöhnlich hohe Sichttiefen einstellten. 2009 erhielten die Teilkomponente Phosphorkonzentration und der Chemische Gesamtzustand im Steckbrief nach der EG-WRRL die Bewertung guter Zustand (Stufe zwei von fünf), während der Ökologische und der Gesamtzustand des Sees als unbefriedigend (Stufe vier) eingestuft wurde. Der Parameter LAWA-Trophieindex (WRRL) erhielt 2009 die Bewertung mäßiger Zustand = Umweltziel der WRRL wird knapp verfehlt (Stufe 3). Die Situation sah im Jahr 2017 inzwischen besser aus, der ökologische Gesamtzustand wird nun als gut bewertet, der chemische als mäßig.
Neben dem nach wie vor unbefriedigenden Gesamtzustand besteht weiterhin ein Wassermengenproblem. Nach einer vorübergehenden Erholung sinkt der Wasserstand des Großen Seddiner Sees seit 1997 erneut. Da sich aus einer Zeitreihenanalyse ein negativer Trend zur Absenkung des Seespiegels um 0,5 m ergibt, sollen dem See nach Planungsstand 2010 über das Pilotprojekt hinaus eine Million Kubikmeter Wasser aus der Nieplitz zugeführt werden. Damit soll der natürliche Pegel aus den 1970er Jahren wieder erreicht und das ökologische Gleichgewicht stabilisiert werden.
Das Wasserzuführungsprojekt über die Nieplitz wurde 2013 für gescheitert erklärt.
Am 25. Juni 2010 zeichnete die Bundesinitiative Deutschland – Land der Ideen das Institut für angewandte Gewässerökologie für die „zukunftsweisende“ Seerestauration als „Botschafter für Innovation und Kreativität“ aus.

#### Verstärkt sinkender Wasserstand
Seit den Trockenjahren 2018/2019 sinkt der Wasserstand des Sees. Im Sommer 2018 fiel der Pegel so stark wie noch nie seit Beginn der Aufzeichnungen. Eine der Folgen ist vertrocknetes Schilfrohr, dass nicht mehr im Wasser steht und somit den Fischen als Laichraum fehlt.
Der Wasserverlust des Sees wird dem Klimawandel zugeschrieben. Auch die Land- und Forstwirtschaft wird als Verursacher genannt, denn Spargelbauern bewässern seit Jahrzehnten mit Grundwasser aus dem Seebereich und die Kiefern-Monokultur wirkt sich negativ auf den Grundwassererhalt aus. Da der Golf- und Country Club im Durchschnitt der Jahre 2008 bis 2017 97.000 Kubikmeter Oberflächenwasser pro Jahr aus dem See entnommen hat und 2018 164.000 Kubikmeter, wird ihm eine Mitschuld am sinkenden Wasserstand vorgeworfen. Seit 1994 ist der Seewasserspiegel um 163 cm gesunken. Dadurch fielen weite Teile der Seefläche trocken, der Schilfbestand gilt als gefährdet. Zum Schutz der sensiblen Uferzonen legten mehr als 100 Freiwillige Schichtholzhecken an, um Besucher am Betreten der trocken gefallenen Uferzonen zu hindern. Hinzu kamen Hinweisschilder, damit auch wasserseitig ein Abstand von mindestens fünf Meter eingehalten wird. Damit soll verhindert werden, dass weitere Schilfhalme, aber auch die im Seeboden befindlichen Muscheln zerstört werden. Ihr Rückgang wird im Zusammenhang mit der nachlassenden Selbstreinigungskraft des Sees gesehen, die in den Jahren 2020 und 2021 zu einem vermehrten Auftreten von Cyanobakterien („Blaualgen“) geführt hatte.

## Flora und Fauna
Der Große Seddiner See und seine Umgebung bilden einen vielfältig strukturierten Lebensraum für bedrohte Pflanzen und Tiere. Allein auf den ehemaligen Ackerflächen am Nordufer, auf dem 1997 ein 185 ha großer Golfplatz mit elf Kleingewässern eröffnet wurde, belegten floristische und faunistische Untersuchungen des Instituts für angewandte Gewässerökologie im Jahr 2008 unter 323 Tier- und Pflanzenarten 75 gefährdete Arten der Roten Liste Deutschlands beziehungsweise des Landes Brandenburg. Durch gezielte sportökologische Maßnahmen, die der Golfclub in Abstimmung mit den zuständigen Behörden und Institutionen durchführte, hat sich die Artenvielfalt auf dem Offengelände seit 1991 verdreifacht. Für sein Qualitäts- und Umweltmanagement nach ISO 14001, das er nicht zuletzt zum Ausgleich seines enormen Wasserbedarfs (60.000 bis 100.000 m³ im Jahr) durchführte, erhielt der Club, der zudem im Rahmen des Sanierungspilotprojektes die Pelicon-Anlage zur Phosphatfällung finanziert hatte, 2009 die Urkunde Golf- und Natur in Gold vom Deutschen Golf Verband.

### Phytoplankton und Zooplankton

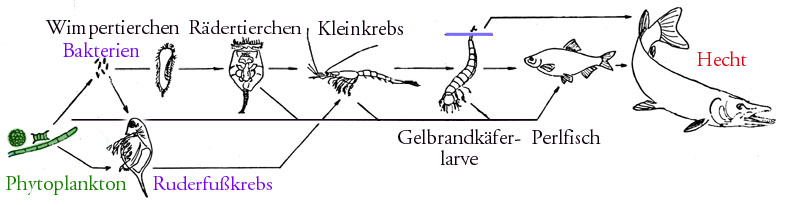
Schematische Nahrungskette in einem europäischen See (ohne Destruenten)

Das Biovolumen des Phytoplanktons, Basis der autochthonen Nahrungspyramide eines Sees, betrug zwischen 1992 und 1997 im Großen Seddiner See 10 bis 20 mm³/l. Dabei dominierten mit rund 90 % fädige Cyanobakterien (Blaugrünbakterien, veraltet: „Blaualgen“), vor allem mit den Arten aus der Gattung Limnothrix (L. redekei, L. planctonia und L. amphigranulata – die letztere gilt jetzt als veraltetes Synonym für Pseudanabaena amphigranulata, ebenfalls Familie Pseudanabaenaceae). Weitere Primärproduzenten wie Kieselalgen (Diatomeen) und Cryptophyceen bildeten lediglich im Winter und Frühjahr größere Anteile an der Gesamtbiomasse.
Ein Anfang der 2000er Jahre nach dem Diatomeenindex erhobener Mittelwert aus DI-PROF, DI-BENT und DI-LIT von 2,531 bestätigte die Einstufung des Sees als eutroph (31 bis 55 µg/l). 2009 erhielt die Teilkomponente Diatomeen im Steckbrief nach der EG-WRRL als einziger Parameter die Bewertung sehr guter Zustand (Stufe eins von fünf), die Qualitätskomponente Phytoplankton insgesamt allerdings wie der Gesamtzustand des Sees die Bewertung unbefriedigend (Stufe vier). Der Steckbrief aus dem 2017 vermerkt eine Verbesserung des Gesamtzustands auf gut.
Mit einer mittleren Biomasse von 0,11 mm³/l zwischen 1992 und 1994, 0,19 mm³/l im Jahr 1996 und 0,26 mm³/l im Jahr 1997 zeigte das Zooplankton im Vergleich zum Phytoplankton eine geringe Produktion. Vorherrschend waren cyclopoide Ruderfußkrebse mit den Hauptvertretern Thermocyclops spp. und Mesocyclops leuckarti und ihren Naupliuslarven. Herbivore Rädertierchen wie Keratella quadrata oder Pompholyx suicata erreichten vor allem im Herbst 1997 hohe Abundanzen von 930 Ind./l, wurden jedoch im Juni und November durch karnivore Rädertierchen, vor allem durch Asplanchna priodonta, dezimiert. Lediglich im Frühsommer gewannen Wasserflöhe 25 % Anteil an der Zooplanktonmasse, insbesondere Daphnia galeata und Daphnia cucullata. Da diese nur 0,1 bis 0,5 cm großen Kleinkrebse aus der Gattung Daphnia empfindlich auf Schadstoffe im Wasser reagieren, indizierte ihr geringer Anteil die Belastung des Sees. Im Herbst hatten zudem Einzeller höhere Anteile, sodass im Untersuchungszeitraum insgesamt eine detritisch-bakterielle Nahrungskette als wahrscheinlich vorherrschend angenommen wurde.

### Weitere Pflanzen

#### Wasser- und Uferpflanzen
Während submerse und freischwimmende Hydrophyten im Großen Seddiner See nur sehr mäßig vertreten sind, verfügt das flache Gewässer über ausgedehnte Röhrichtbestände. Insgesamt erhielt die Teilkomponente Makrophyten (= Hydrophyten) im Steckbrief nach der EG-WRRL 2017 die Bewertung mäßiger Zustand (Stufe drei von fünf).

##### Submerse und freischwimmende Hydrophyten

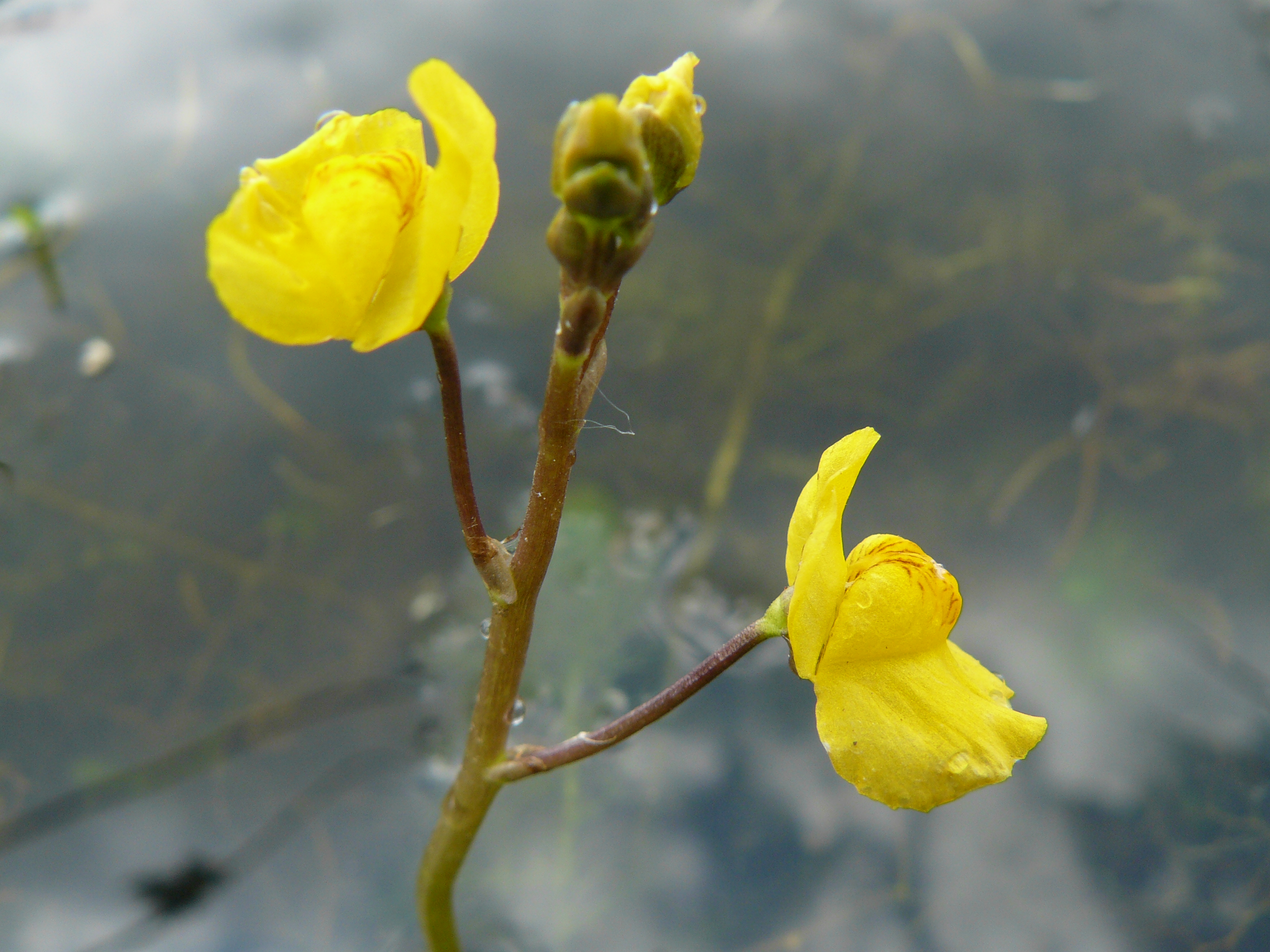
Verkannter Wasserschlauch

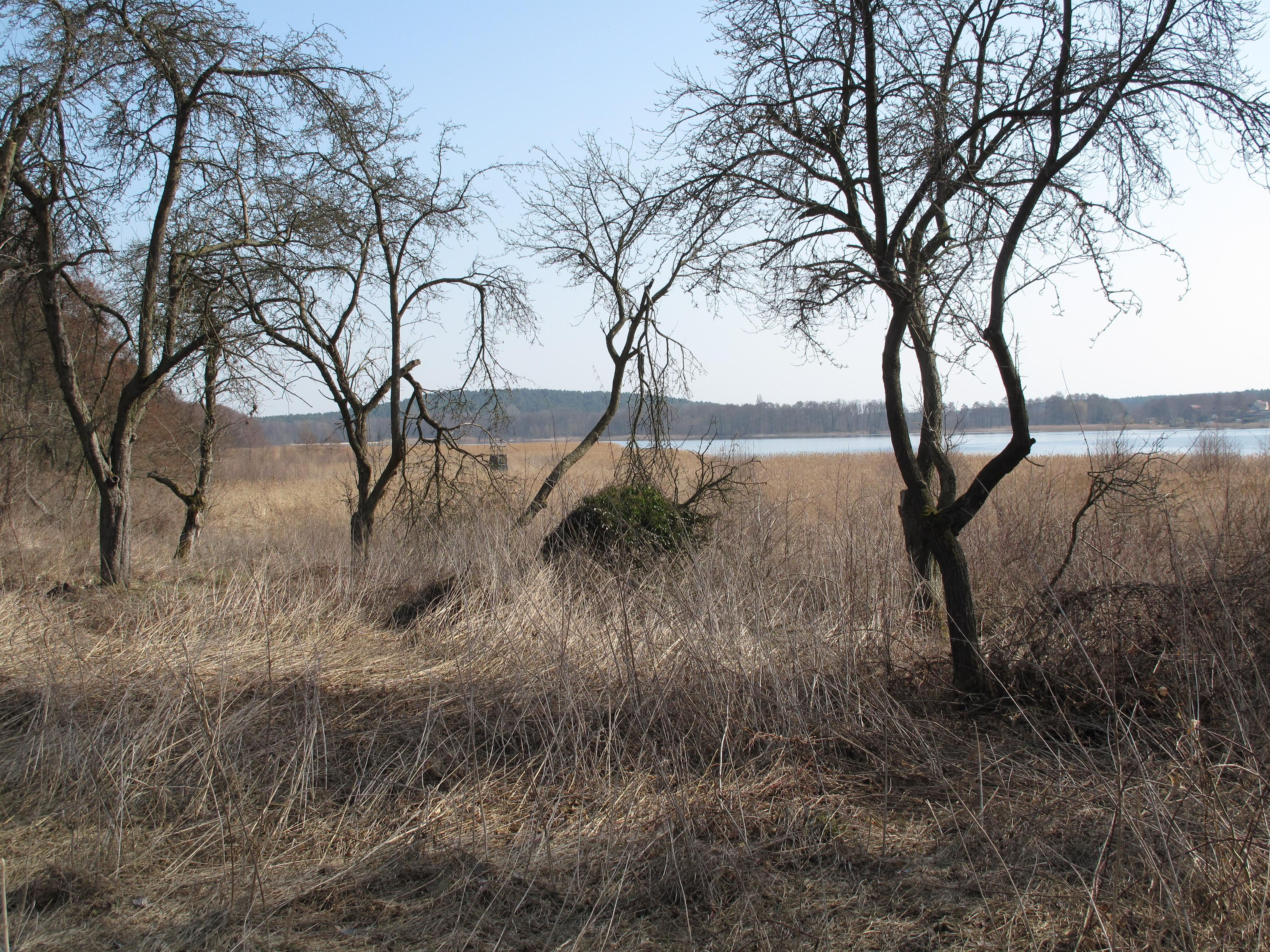
Ausgedehnte Röhrichtzone am Nordufer

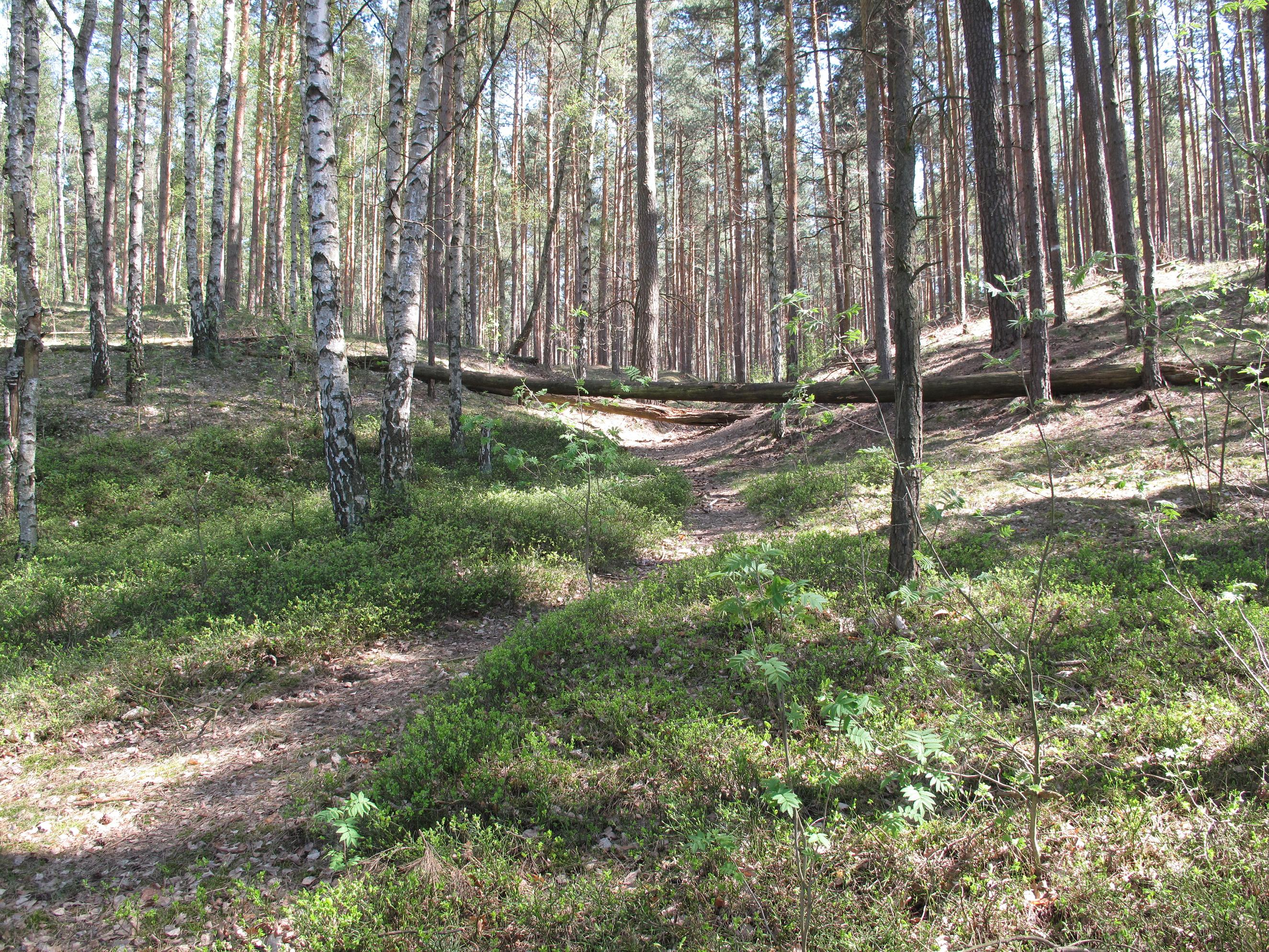
Mischwald im Kunersdorfer Forst

An den Brandungsufern und in den Siedlungsbereichen fehlen submerse und freischwimmende Wasserpflanzen nahezu vollständig. Auch in den übrigen Seebereichen sind ausgedehntere Vorkommen lediglich abschnittsweise vorhanden. Konnten 1988/1989 in den Flachwasserbereichen am Südufer noch größere submerse Bestände festgestellt werden, waren sie 1993/1995 nur noch in Resten nachweisbar. Dazu zählten aus der phylogenetisch urtümlichen Familie der Armleuchteralgen die Feine, Zerbrechliche, Gegensätzliche und die Geweih-Armleuchteralge. 2007 gab es Nachweise der Rauen Armleuchteralge (Chara aspera, Armleuchteralgen), die die Rote Liste Brandenburgs (Stand 1993) als vom Aussterben bedroht führt. Gelegentlich vertreten waren 1993/1995 das Kamm-Laichkraut, das gefährdete Spiegelnde Laichkraut, der Verkannte Wasserschlauch, das Mittlere Nixenkraut (Najas marina subsp. intermedia) sowie 2007 das stark gefährdete Stachelspitzige Laichkraut. Unter den Schwimmblattpflanzen waren vor allem in der Wildenbrucher Bucht Weiße Seerosen und Gelbe Teichrosen vertreten, allerdings gleichfalls nur mit kleinen Beständen.

##### Röhricht und Uferpflanzen
Nachdem in der Periode der Seespiegelabsenkung weite trockengefallene Bereiche abgestorben waren, stieg der Röhrichtstreifen zwischen 1993 und 1995 von 9,33 ha auf 22,3 ha; 92,5 % der Uferlinie sind von Röhricht bestanden. Dominant war mit 85 % – auf zwei Drittel der Fläche als Reinbestand – das Schilfrohr, das allerdings seit 1995 von schmalblättrigem und breitblättrigem Rohrkolben zurückgedrängt wird. Daneben sind Wasser-Schwaden, Ästiger Igelkolben, Gewöhnlicher Wasserdost und Gewöhnlicher Wasserschlauch vertreten. Gewöhnliche Teichbinse, Blaugrüne Binse, Flatter-Binse, Gewöhnliche Sumpfbinse und die nach der Bundesartenschutzverordnung als besonders geschützt eingestufte Sumpf-Schwertlilie bestimmen die Zonen zum Ufer hin.
Funktionelle Bedeutung für den Großen Seddiner See haben drei zusammenhängende Röhrichtbereiche von insgesamt 7,6 ha am Südufer und insbesondere ein 10,7 ha umfassender Bereich unterhalb des Golfplatzes am Nordufer. 7,5 ha des Röhrichts sind bewirtschaftet. Mit seinen hohen Beständen spielt der See zudem eine wichtige Rolle als regenerative Energiequelle im Brandenburger Projekt Energetische Nutzung von Schilf und Makrophyten in Seen und Fließgewässern.

#### Pflanzen der Umgebung
Der Kunersdorfer Forst, die Stückener und die Fresdorfer Heide bilden rund um die Seddiner Seenkette je nach Bodenverhältnissen unterschiedliche Waldgesellschaften aus. Auf den Sandern dominieren Eichen-Kiefern- und auf den Endmoränen Traubeneichen-Kiefern-Mischwälder. Die Talsander prägen Stieleichen-Hainbuchenwälder und Birken-Eichenwälder, die von Eschen und Ulmen ergänzt werden. In den Dünenbereichen herrschen Kiefernwälder mit Lärchenkulturen und in den Bereichen fluvialer Ablagerungen Eschen-Ulmenwälder vor. Erlenbruchwälder, Moorbirken-Wälder und Erlen-Eschenwälder bedecken Niederungsteile der glazialen Rinne. Vereinzelt finden sich Rosskastanien, Roteichen und Spitzahorne.
Die Strauchschicht und den Unterwuchs prägen unter anderem Schneebeeren, Buschwindröschen und Maiglöckchen sowie auf den kalkarmen, aber basenreichen und feuchten Böden der Bruchwälder Wiesen-Schachtelhalme. Auf ruderalen Grasflächen des Offenlandes breitet sich zunehmend das Hohe Fingerkraut aus. Auf den Sandtrockenrasen des Golfplatz-Areals über dem Nordufer kommt die nach BArtSchV besonders geschützte Sand-Strohblume vor. Als Nahrungsquelle von Vögeln und anderen Tieren und zu ihrem Schutz wurden längere Benjeshecken angelegt wie beispielsweise am Rundwanderweg als Begrenzung zum Campingplatz Lehnmarke.

### Weitere Tiere

#### Fische

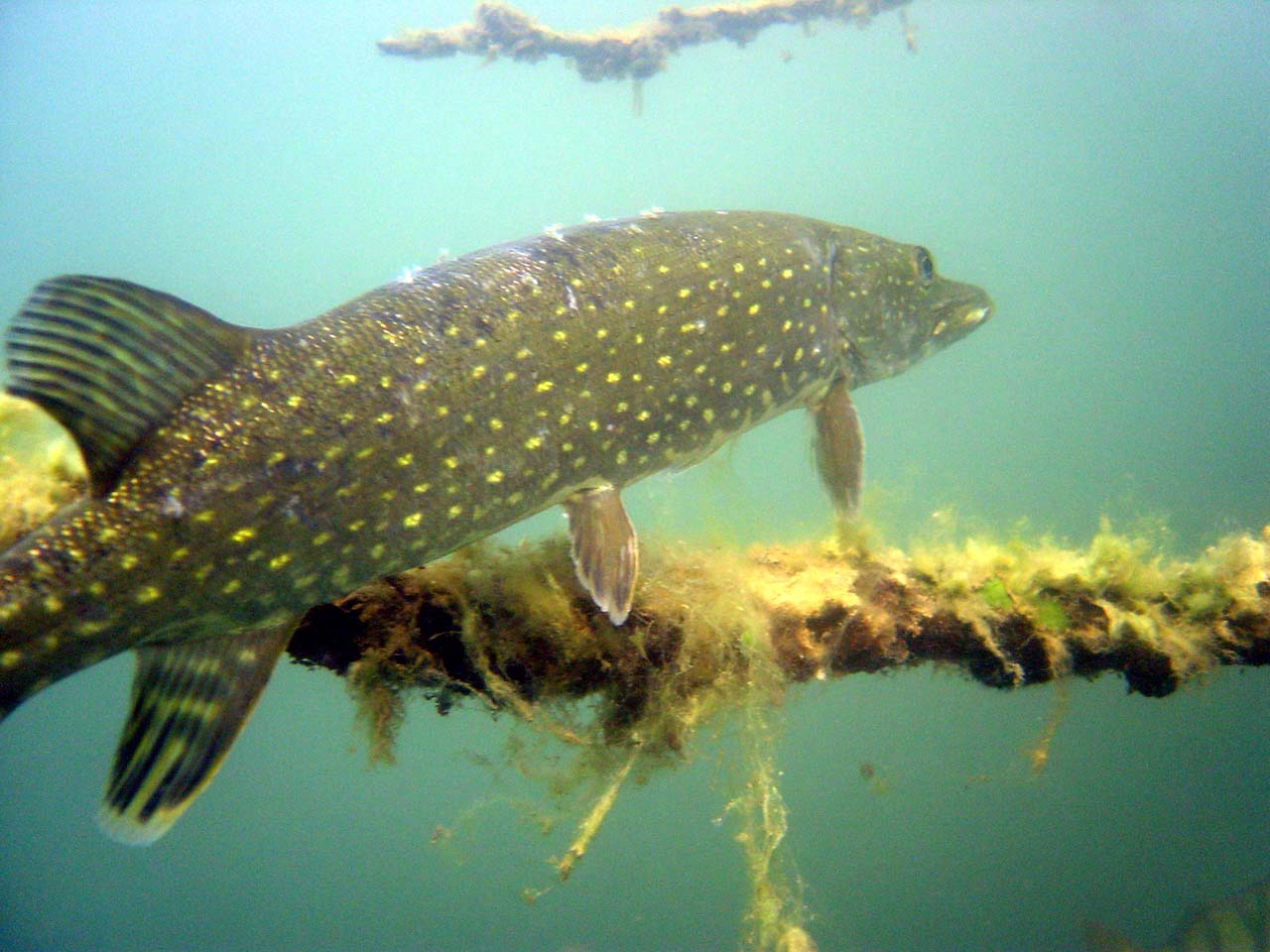
Der Hecht steht an der Spitze der Nahrungskette des Sees

Der Fischbestand des Großen Seddiner Sees änderte sich mehrfach. Mehrere Biomanipulationsversuche mit dem Besatz von Raubfischen sollten den zeitweise hohen Anteil an Friedfischen und Kleinfischen, der 1989 mit dem Blei als dominierender Art bei 84 % lag, zurückdrängen und damit den hohen Nährstoffanteil des Gewässers über die Manipulation der Nahrungskette beeinflussen. Im 16%igen Raubfischanteil entfielen 1989 66 % auf den Aal und 34 % auf einheimische Arten wie Flussbarsch, Zander und Hecht.
Zwischen 1969 und 1987 war – gemessen an den Fangerträgen – ein drastischer Rückgang an Hechten von 700 kg/a auf 30 kg/a, an Zandern von 1700 kg/a auf 70 kg/a und an Flussbarschen erfolgt. Eine weitere starke Veränderung der Ichthyofauna brachte der Besatz mit Spiegel-, Marmor- und Silberkarpfen sowie Aalbrut zwischen 1983 und 1988 mit sich. Zwischen 1992 und 1994 wurden 51 t Silber- und Marmorkarpfen zur Stabilisierung der Biozönose und Förderung einer ökologisch orientierten Fischwirtschaft als Faunenfremdlinge wieder abgefischt und der Raubfischbesatz mit Zander, Hecht, Wels und Aalbrut bis 1995 forciert. 2001/2002 erfolgte eine erneute Abfischung der überhöhten Weißfischbestände und der nicht einheimischen Arten. Unter den 16 nachgewiesenen Fischarten sind ferner vertreten: Kaulbarsch, Rotfeder, Ukelei, Güster, Plötze, Schleie und seltener Gründling sowie Karausche, der Fisch des Jahres 2010.

#### Amphibien und Reptilien
Zu den am See und in seiner Umgebung vorkommenden Amphibien und Reptilien zählen die nach der Bundesartenschutzverordnung (BartSchV) besonders geschützten Teichfrösche und Erdkröten. Auch die unter dem gleichen Schutzstatus stehende Ringelnatter findet in dem Gebiet ihren bevorzugten Lebensraum: strukturreiche, sowohl aquatische als auch terrestrische Feuchtgebiete. Nach der Winterstarre in Erdlöchern und frostfreien Spalten erscheinen März/Anfang April zunächst die Jungtiere, dann die Männchen und einige Wochen später die Weibchen der Zauneidechse an der Oberfläche. Das Reptil aus der Familie der Echten Eidechsen ist nach BartSchV streng geschützt und gilt in Brandenburg laut Roter Liste als stark gefährdet.

#### Insekten

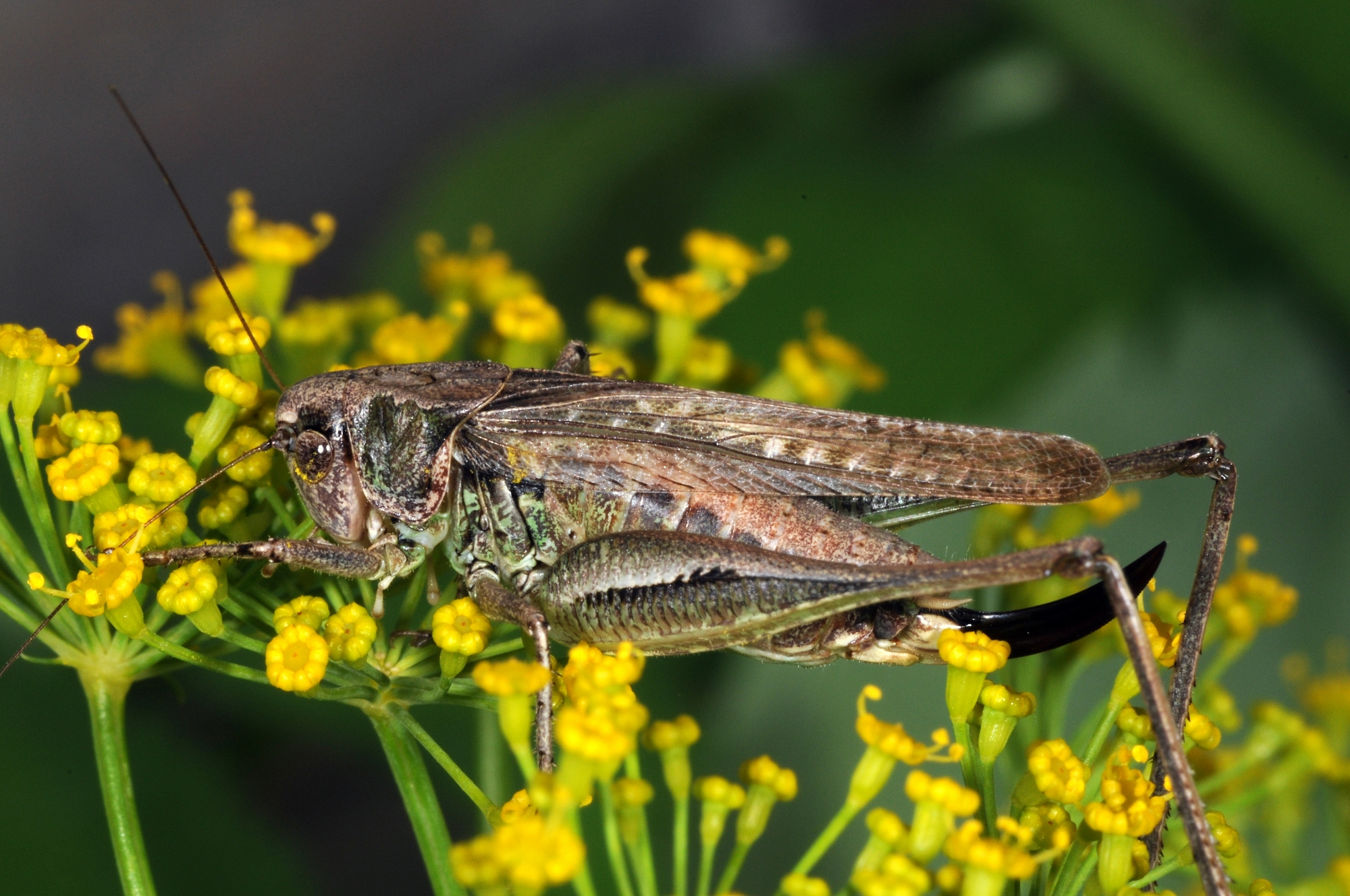
Heidegrashüpfer, in Brandenburg gefährdet

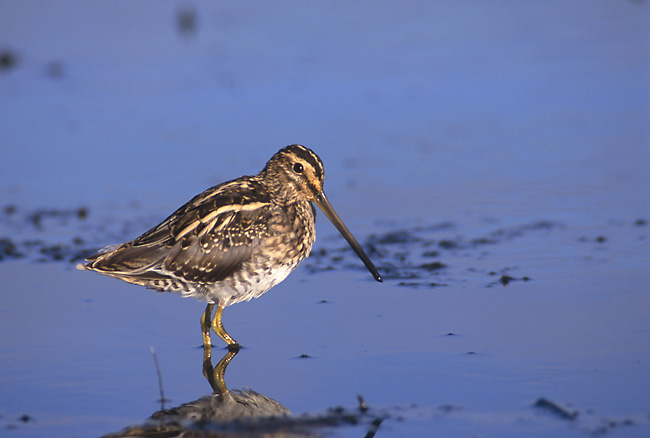
Bekassine, in Brandenburg stark gefährdet

Von den über 60 Laufkäferarten in der Umgebung des Sees stehen 15 auf der Roten Liste Deutschlands, darunter als stark gefährdet der Große Wanderläufer (Badister unipustulatus) und als gefährdet der Ried-Dunkelwanderläufer (Badister collaris), der Breite Dunkelwanderläufer (Badister dilatatus), der Zierliche Grabläufer (Pterostichus gracilis) und der Dunkle Buntschnelläufer (Acupalpus exiguus), der auch auf der Roten Liste Brandenburg als gefährdet gilt. Heuschrecken sind vor allem im weiten Offenland des Golfclubs vertreten. An Langfühlerschrecken wurden 2007 unter anderem die in Brandenburg gefährdete Zweifarbige Beißschrecke und die in der Vorwarnstufe geführte Maulwurfsgrille, an Kurzfühlerschrecken der gefährdete Heidegrashüpfer und die in der Vorwarnstufe geführte Sumpfschrecke nachgewiesen.
Unter den rund 30 vorkommenden Libellenarten verzeichnet die Rote Liste Brandenburg die Östliche Moosjungfer als stark gefährdet und die Große Moosjungfer als gefährdet. Allerweltsarten des Offenlandes wie der Hauhechel-Bläuling und das Große Ochsenauge bestimmen die Population der Tagfalter, aber auch seltenere Arten wie der Schwalbenschwanz – Schmetterling des Jahres 2006 – und der Braune Feuerfalter sind unter den tagesaktiven Schmetterlingen zu finden. Unter den umgangssprachlichen Motten, den Nachtfaltern, ist das Vorkommen des Ampfer-Grünwidderchens (Vorwarnstufe in Brandenburg) bemerkenswert.

#### Vögel
Am See und in seinem Einzugsbereich leben rund 70 Vogelarten. Darunter sind nach der Roten Liste Brandenburgs stark gefährdet (Stufe 2) die Bekassine und aus der Familie der Regenpfeifer der Kiebitz. Unter den gefährdeten Arten (Stufe 3) kommen vor: von April bis September die Langstreckenzieher Drosselrohrsänger und Braunkehlchen; der Rotmilan, ein Greifvogel; und der Vogel des Jahres 1993, der Flussregenpfeifer. In der Vorwarnstufe sind die Feldlerche und die Rauchschwalbe gelistet. Ferner sind aus der Familie der Finken der eher seltene Bluthänfling, der Schwarzspecht, der Neuntöter und der Graue Kranich vertreten. Auf dem Gewässer selbst sind ungefährdete Entenvögel wie die Schellente verbreitet. Als Rastplatz für durchziehende Vögel und als Brutgewässer für Wasservögel hat der Große Seddiner See im Gegensatz zu benachbarten Gewässern in der Nuthe-Nieplitz-Niederung wie dem Blankensee, Riebener See oder Grössinsee kaum Bedeutung.

#### Säugetiere
Baummarder und die vorwiegend dämmerungs- und nachtaktiven Feldhasen gehören zu den in Brandenburg gefährdeten Säugetieren, die am Großen Seddiner See leben. Der Dachs, Tier des Jahres 2010 in Deutschland, ist ebenso vertreten wie Damhirsche, Rehe, Wildschweine und Rotfüchse. Hinzu kommen verschiedene Arten aus der Gruppe der Fledermäuse und aus den Familien der Spitzmäuse, Echten Mäuse und Wühlmäuse.

## Siedlungsgeschichte an den Seddiner Seen
In der Umgebung der beiden Seddiner Seen und des Kähnsdorfer Sees leben rund 6300 Menschen, davon dicht an den Seddiner Seen – in den Dörfern Seddin und Kähnsdorf – rund 1400.

### Frühe Besiedlung, Germanen und Slawen
Der Raum um die Seddiner Seenkette war früh besiedelt. Bodenfunde deuten auf erste saisonale Ansiedlungen vor mehr als 10.000 Jahren hin, der Übergangszeit jungsteinzeitlicher Jäger- und Sammlerkulturen zu sesshaften Bauern mit domestizierten Tieren und Pflanzen. Funde von Tonscherben in Wildenbruch legen nahe, dass die Region von den Semnonen, dem germanischen Zweigstamm der elbgermanischen Sueben, bewohnt war. Nach der Wanderung der Germanen ab dem 3. und 4. Jahrhundert in Richtung Schwaben zogen in den wahrscheinlich weitgehend siedlungsleeren ostelbischen Raum im 6. und 7. Jahrhundert Slawen ein. Dabei zählten die Zauche und die Seddiner Seen zur spätslawischen Siedlungsbewegung:

„Erst im 11. oder 12. Jahrhundert drang die spätslawische Siedlung – in eher spärlichem Umfang – auf die Hochfläche vor, und zwar im Süden der Lehniner Seenkette, südlich des Schwielowsees, am Seddinsee und in der Gegend von Beelitz.“

Zahlreiche Bodenfunde in Kähnsdorf und Wildenbruch belegen die slawische Siedlungstätigkeit an den Seen. Für Seddin liegen zwar keine Funde vor, allerdings wird die Struktur des als Rundling angelegten Dorfkerns um den heutigen Kirchplatz auf ein slawisches Fischerdorf zurückgeführt. Ferner geht die Namensgebung des Sees wahrscheinlich auf ein slawisches Wort zurück.

### Namensgebung, urkundliche Ersterwähnungen (14. Jh.)

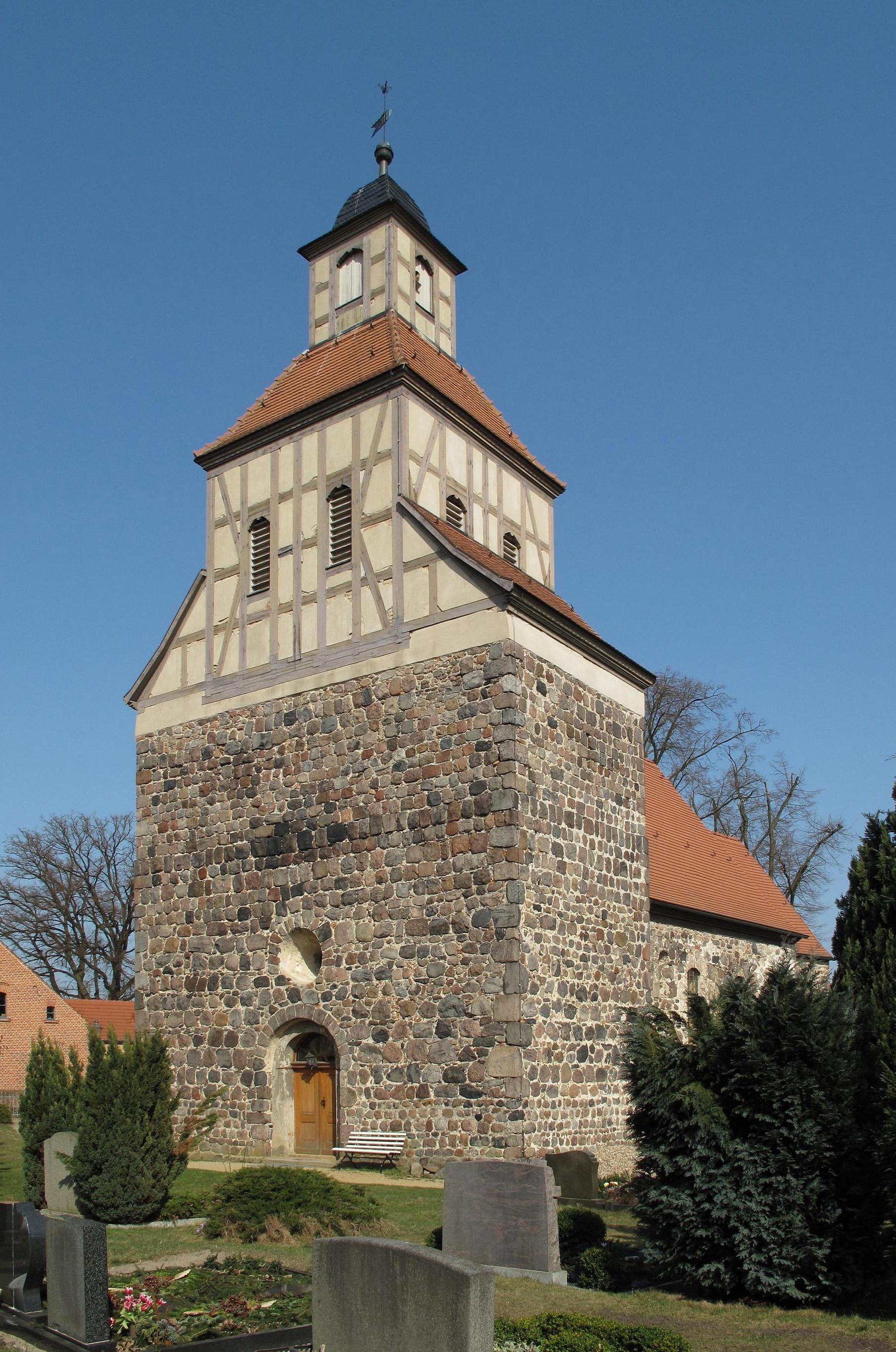
Feldsteinkirche Wildenbruch aus dem 13. Jahrhundert

In der etymologischen Literatur wird der Name Seddin in erster Linie auf einen vom slawischen Begriff für flüssig (zid) abgeleiteten Gewässernamen zurückgeführt. Auch eine Erklärung aus dem slawischen Personennamen Schida erscheint möglich (Siedlung eines Mannes namens Schida).
Die vier historischen Dörfer Seddin (Seddin), Kähnsdorf (Kenstorp), Wildenbruch (Wildenbruke) und Fresdorf (Frederikstorff) sind sämtlich im Landbuch Karls IV. von 1375 erstmals urkundlich erwähnt (Neuseddin ist eine jüngere Gründung von 1915). Zudem verzeichnet das Landbuch das Dorf Kunersdorf (Cunradstorf), das bereits spätestens 1442 wüst gefallen war; der Forst Kunersdorf und das ehemalige Forsthaus Kunersdorf (siehe unten) am Nordwestufer der Seddiner Seen erinnern an die Wüstung. Wann genau die Dörfer nach der Gründung der Mark Brandenburg durch Albrecht den Bären im Jahr 1157 im Zuge der Deutschen Ostsiedlung von den Slawen übernommen oder neu angelegt wurden, ist nicht bekannt. Die fischreichen Seen hatten für die Dörfer wirtschaftlich eine erheblich größere Bedeutung als die Landwirtschaft, die auf den sandig-kargen Zaucheböden nur geringe Erträge bringt. So befassen sich auch die frühen schriftlichen Belege Seddins meist mit dem See. Bereits zum Jahr 1350 findet sich ein Beleg, dass Markgraf Ludwig der Ältere der Stadt Beelitz den Seddiner See für bewiesene Treue im Kampf gegen den Falschen Waldemar verlieh. Das Landbuch von 1375 enthält unter Seddin den Eintrag, dass die Nutzung des Sees mit einem Kahnzins belegt war, zu zahlen an den Ritter Rudolph von Oppen, mit dem die Stammlinie des obersächsisch-märkischen Adelsgeschlechts von Oppen beginnt. 1406 belehnte Jobst von Mähren die Stadt Beelitz auch mit dem Dorf Seddin.

### Besitzverhältnis und Nutzungsrecht

#### Brandenburger Domkapitel und Fischereigerechtigkeit (15./16. Jh.)
1438 kaufte das Prämonstratenser-Chorherrenstift Unserer lieben Frau auf dem Berge auf dem Marienberg zu Brandenburg die kleine Fischerei auf dem Seddinsee. Zudem übereignete Friedrich II. (Der Eiserne) dem Stift 1447 einen Seddiner Hof mit vier freien Hufen. 1552 übertrug das Stift den See an das Domkapitel des Bistums Brandenburg. „Die Fischerei auf den Stiftsgewässern ist in der Regel verpachtet worden. Das Kapitel bezog dafür von den Pächtern den Garn- und Wehrzins.“
Im ersten Viertel des 15. Jahrhunderts kam es zwischen der Stadt Beelitz und dem Herren von Thümen zum Streit um die Fischereigerechtigkeit auf den Seen der Region. Das Adelsgeschlecht von Thümen hatte seine Hauptsitze in Stangenhagen und Blankensee und beherrschte bis zum Ende des 19. Jahrhunderts den von Theodor Fontane so genannten Thümenschen Winkel zwischen der Nuthe und der Nieplitz. Konnte Kurfürst Friedrich I. den Streit 1423 noch beilegen, flammte er 85 Jahre später wieder auf. 1510 bestätigte Joachim I. (Nestor) der Stadt Beelitz in einer Urkunde das Fischereirecht auf dem Seddinsee und dem Kähnsdorfer See. Den Thümens sprach er den Blankensee, Fresdorfschen See und Riebener See zu.

#### Von Beelitz an den Kurfürsten (17./18. Jh.)
Im 16. Jahrhundert gab es zudem Streit über die Frage, in welchem Umfang die Beelitzer Bürger in den Wäldern jagen und im See fischen durften; die „hohe Jagd“ der Hirsche war ausdrücklich dem „kurfürstlichen Haiderenter“ vorbehalten. Nachdem um 1654 ein Leinweber ein Wildschwein erlegt hatte und dafür in Haft genommen worden war, loderte der Streit wieder auf. Der Rat der Stadt stellte zugunsten der Bürger fest:

„Sonst aber stand den Bürgern frei, Rehe, Hasen, Schweine zu schießen. In den Gärten, Sträuchern, auf dem Felde zu schießen, in dem hohen Holze aber allein mit Netzen zu jagen – aber der Rath hält jetzt einen eigenen Schützen in hohem oder niedrigen Holz zu schießen, oder da, wo er sonst in der Stadt-Freiheit etwas bekommen kann – wie auch in dem kleinen Fließ an der Stadt zu fischen, desgleichen auch, aber ohne Kahn, in dem bösen, tiefen Teufelssee, als auch in der großen Seddinschen See: das wird keinem Einwohner gewehret.“

Zu dieser Zeit war der Seddinsee wieder im Besitz von Beelitz. Wann genau die Übertragung vom Bistum an die Stadt vollzogen wurde, ist unklar. Sicher ist, dass Beelitz 1670 den Besitz für 3000 Taler an den Großen Kurfürsten verkaufte:

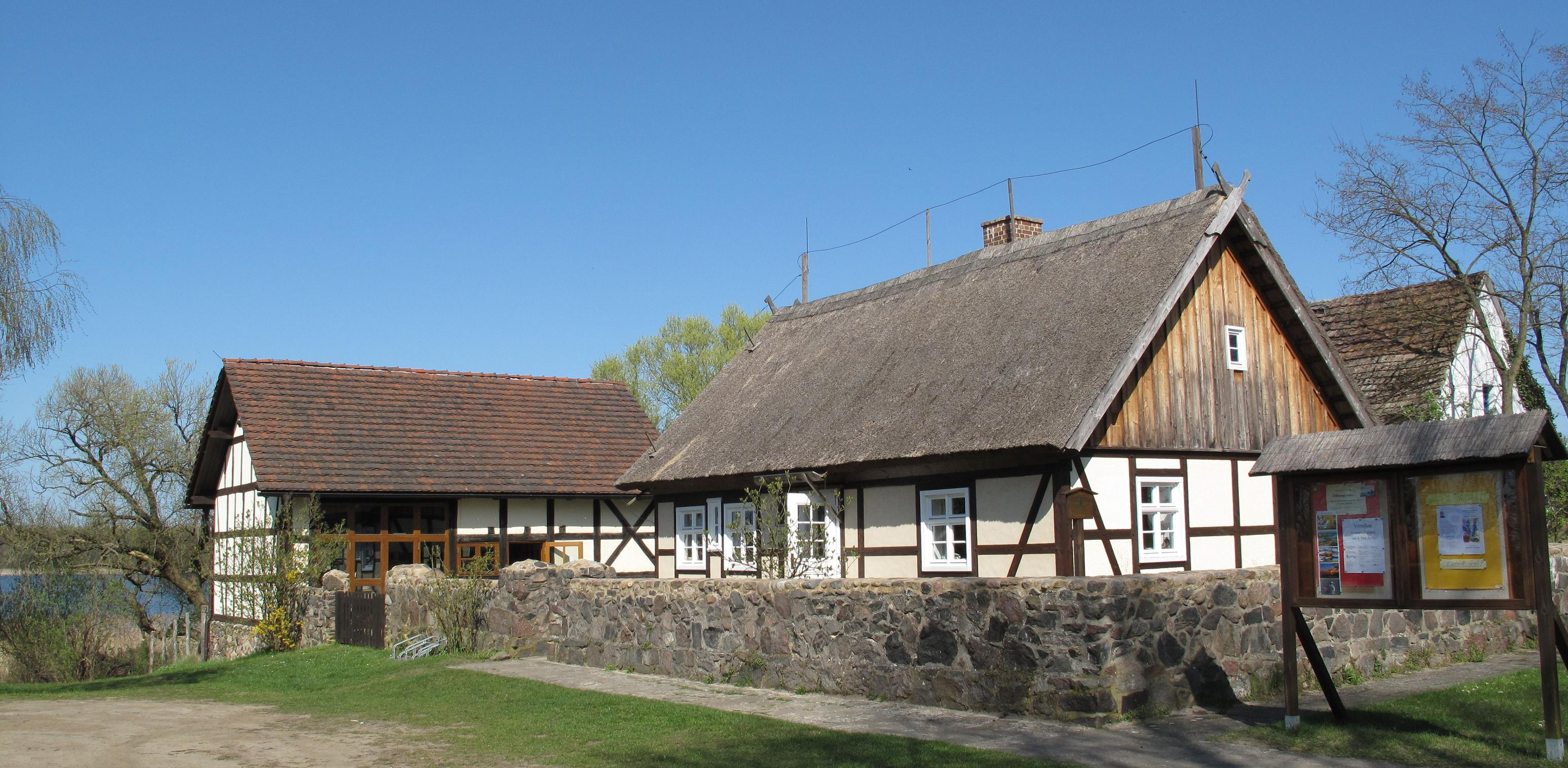
Ältestes rohrgedecktes Fachwerkhaus in Kähnsdorf, um 1700 erbaut. Heute Heimatstube und Kulturscheune.

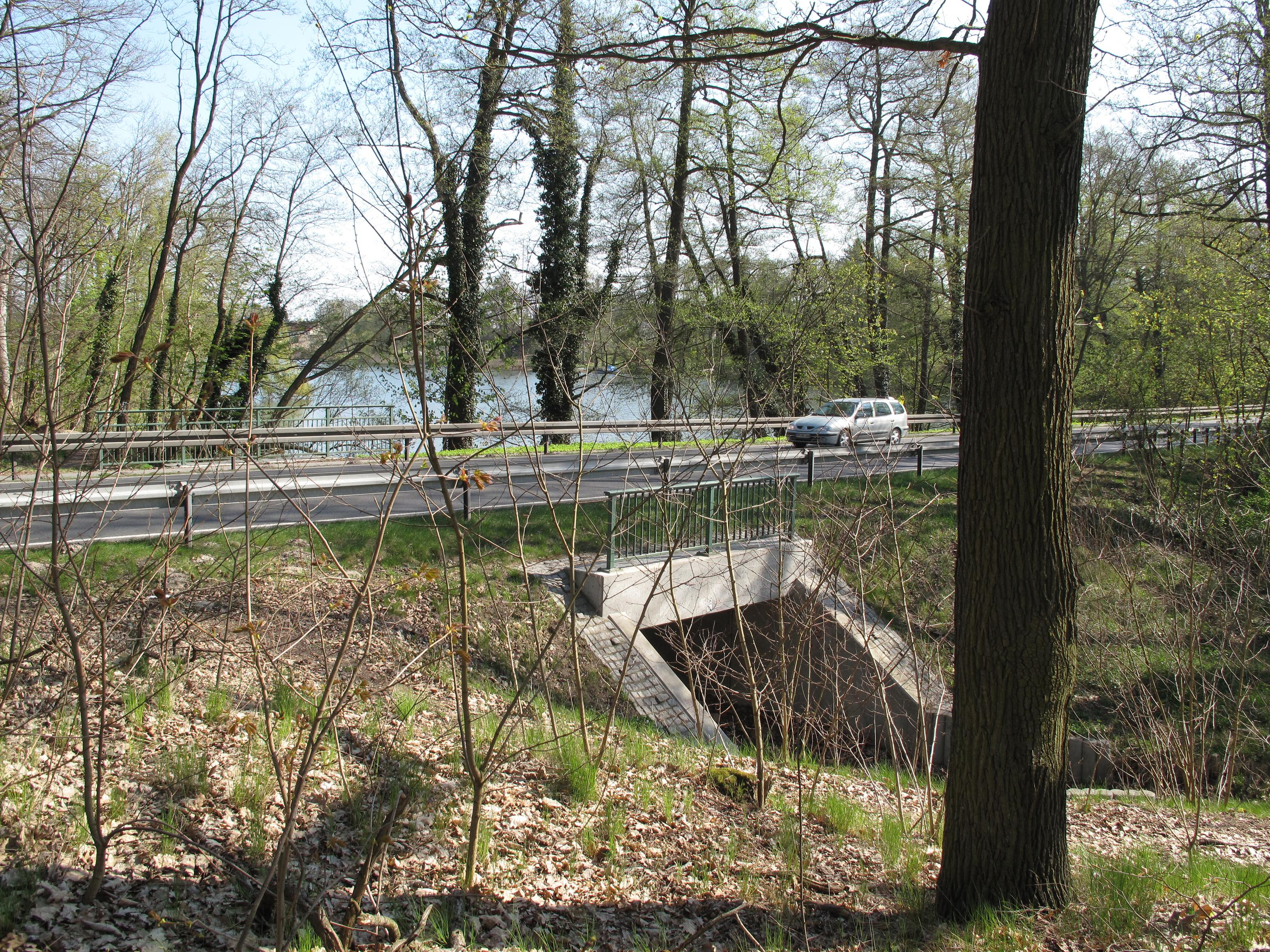
Die B 2 auf dem 1804 im Seddiner See errichteten Damm

„Denn 1670 muß Beelitz an den Kurfürsten […] das Dorf Seddin, die Seddinsche Seen sammt der Meierei zu Kähnsdorf und einen Tractus Haide für 3000 Thaler wieder abtreten; warum dies hat geschehen müssen, hat nicht aufgeklärt werden können. Mit dem Verkauf dieses Theils der Haide ging der Stadt ein beträchtlicher Theil ihres Einkommens verloren.“

Die Nutzungsrechte an den Seen verwaltete nunmehr das kurfürstliche Amt Saarmund. Im Jahre 1704 baten die Seddiner Bauern wegen der schlechten Ernten auf ihren kargen Äckern um Überlassung der „Zuhr-Fischerei“ gegen einen Pachtzins von 20 Talern. 1712 pachtete der Saarmunder Amtmann Friedrich Thile die Seddiner Seenkette für jährlich 25 Taler. Im Zuge der Trockenlegung der Niederungssümpfe ließ Friedrich der Große 1781 die Aufsicht der sogenannten „Fließherren zu Seddin“ über Nuthe und Nieplitz aufheben und durch das Grabenschau-Reglement ersetzen. Das Fließherrenamt hatten die Besitzer des Seddiner Lehnschulzenguts ausgeübt.

#### Dammbau und Übergang in Privatbesitz (19. Jh.)
1734 hatte die Stadt Beelitz den beschwerlichen Knüppeldamm, der vom Mühlentor auf dem Dammfelde nach Norden führte, durch den sogenannten Berliner oder Potsdamschen Damm ersetzen lassen. Damit wurde der Weg auf der Poststraße, die Beelitz mit Michendorf und Potsdam verband, zwar erleichtert, allerdings verlief die Verbindung umständlich entlang des Seddinsee-Südufers über Kähnsdorf, Wildenbruch und Saarmund. Um den Weg abzukürzen und eine direkte Nordverbindung Beelitz – Michendorf – Potsdam zu schaffen, wurde 1804, kurz vor der Napoleonischen Besetzung, ein Chausseedamm durch den Seddiner See gebaut. Der Damm, auf dem heute die Bundesstraße 2 verläuft, schnitt die Westbucht des Sees – den heutigen Kleinen Seddiner See – ab.
1816 ging die gesamte Staatsdomäne Saarmund in den Besitz des Amtsrates Kühne über, für 50.000 Taler kaufte er die Seen. Von diesem Zeitpunkt an befanden sich die Gewässer bis 1945 mit wechselnden Besitzern in Privathand. 1893 löste der Eigentümer Hermann Randewig mit einer Zahlung von 17.263 Goldmark die Nutzungsrechte der Seddiner und Kähnsdorfer Bauern am See ab. Bis zu diesem Zeitpunkt waren auf den Seen neben den bereits erwähnten Ämtern und Personen im Laufe der Zeit nutzungsberechtigt: der königliche Fiskus als Eigentümer der Oberförsterei Kunersdorf, dem das Fischen „mit kleinem Zeuge“ zum Eigenbedarf erlaubt war; gleichfalls mit kleinem Zeuge die bäuerlichen Wirte von Seddin und Kähnsdorf zum Eigenbedarf und Verkauf; die Eigentümer des Seddiner Lehnschulzengutes, die zweimal wöchentlich zum eigenen Bedarf mit der Zuhre fischen durften.

### Weitere Wirtschaftszweige im Mittelalter

#### Lehmabbau und Ziegeleien

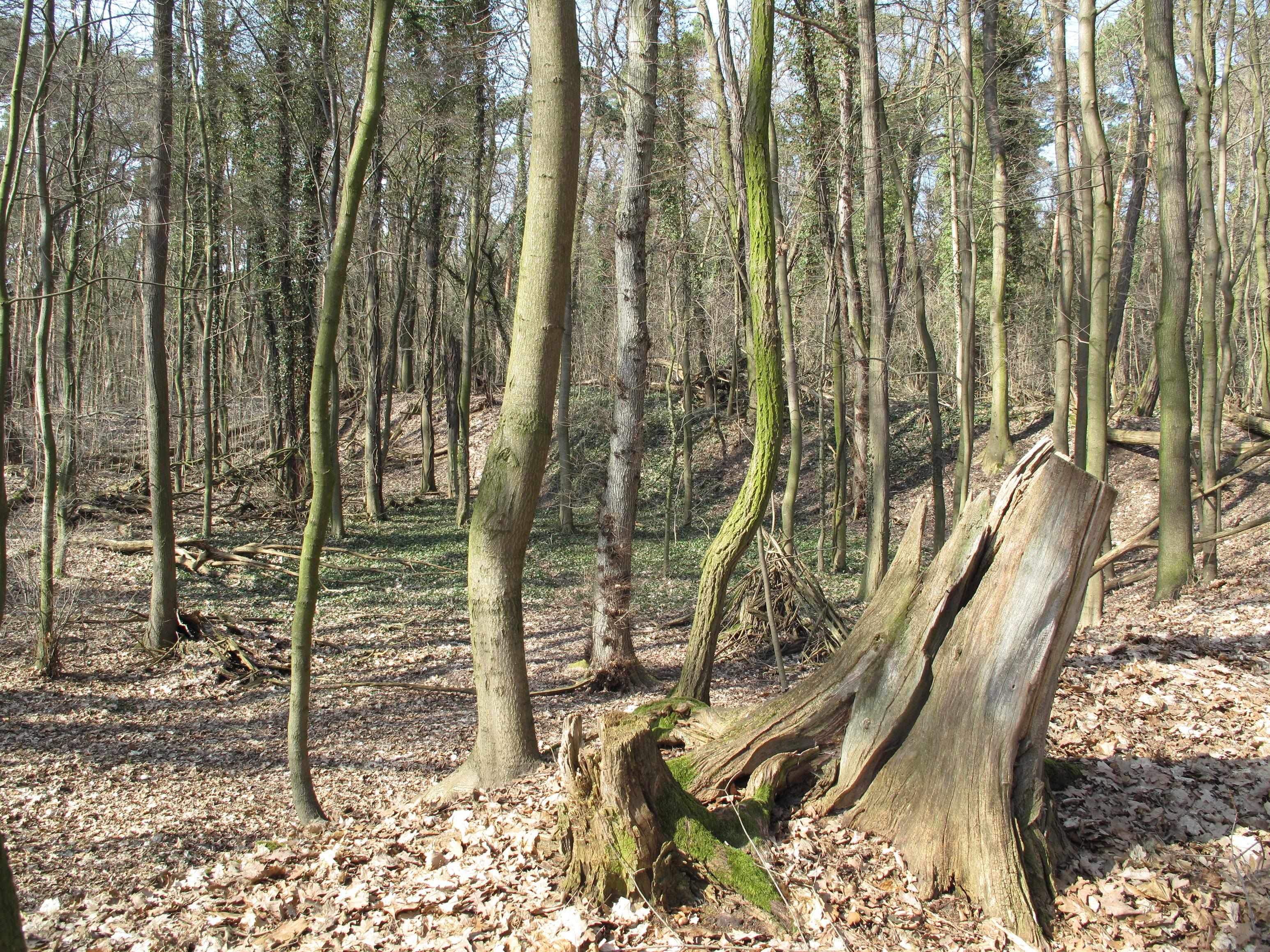
Tonloch am Nordufer in der Wildenbrucher Ortslage Lehnmarke

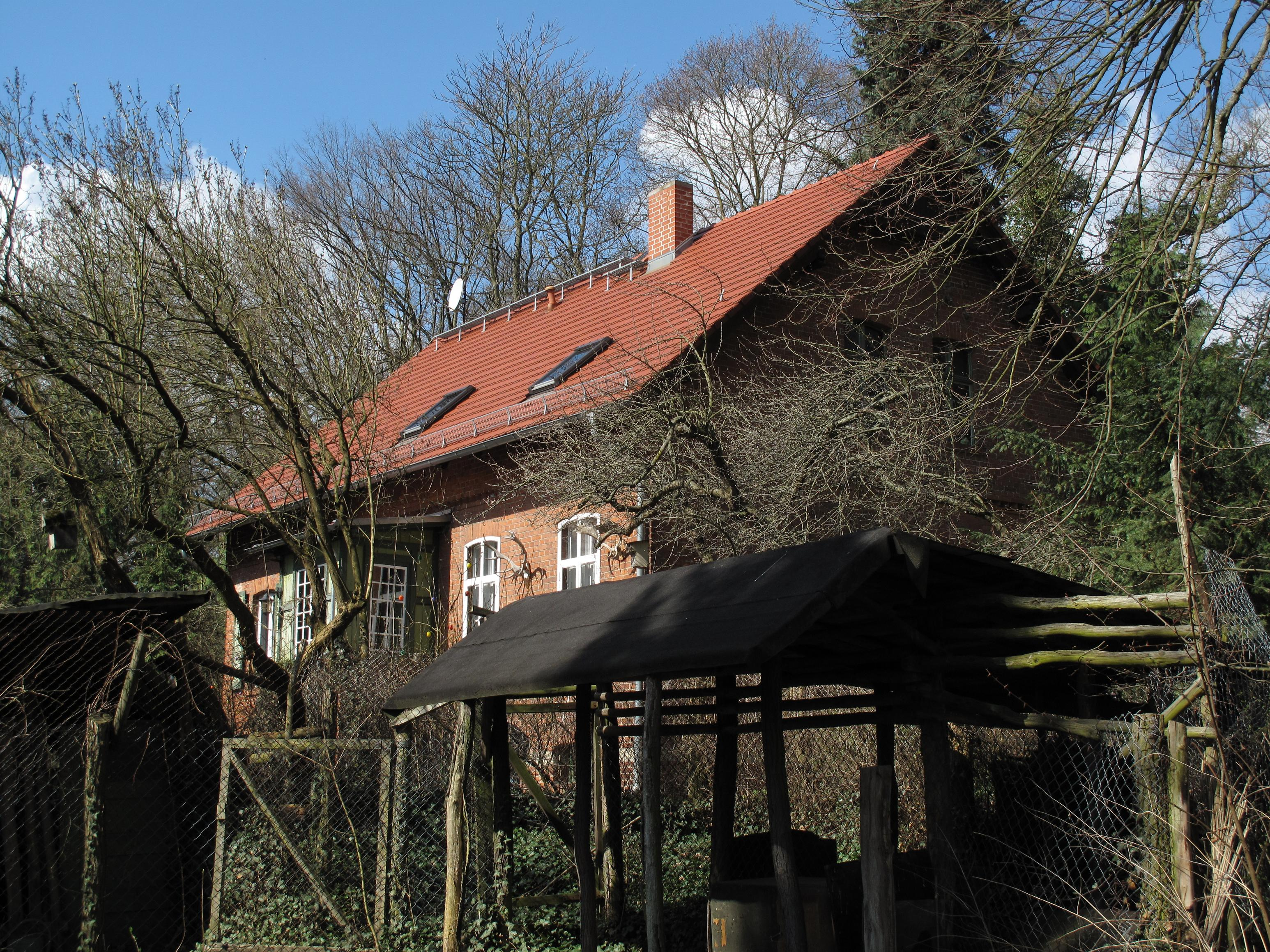
Wohnhaus der ehemaligen Revierförsterei Seddin von 1874

Initiiert durch die Zisterziensermönche des Klosters Lehnin hatten der Lehmabbau und die Ziegelproduktion in der Zauche und im Havelland seit dem 15. Jahrhundert eine große wirtschaftliche Bedeutung; das nahe gelegene Industriedenkmal Ziegeleimuseum Glindow dokumentiert die Arbeit der Ziegeleien. Auch am Seddiner See befanden sich entsprechende Produktionsstätten. Die Karte von Suchodoletz zeigt 1682 zwischen Seddin und Kähnsdorf einen Ziegelofen. Ein Dokument von 1745 erwähnt hier eine Ziegelscheune, die noch 1801 bestanden haben soll. Mitte des 19. Jahrhunderts wurde auch am Nordufer in der Wildenbrucher Ortslage „Lehnmarke“ eine Ziegelei errichtet, die 1908 wieder stillgelegt wurde. Mehrere Tonlöcher am Seerundweg und Naturlehrpfad zeugen aus der Vergangenheit des Tonabbaus. Die Heimatstube Kähnsdorf zeigt gelochte alte Ziegel, die zur Beschwerung von Fischereigeräten dienten. Eine Straße in Lehnmarke besteht noch heute aus extra hart gebrannten alten Steinen, die zur Wegpflasterung verwendet wurden.

#### Forsthaus Kunersdorf
Das Schoßkataster (Steuer und Abgabenregister) erwähnt 1541 in dem wüst gefallenen Dorf Kunersdorf am Nordwestufer des Sees eine Schäferei. Sieben Jahre später konfiszierte Kurfürst Joachim II. (Hektor) Kunersdorf und setzte hier einen „Heydereither“ (Oberförster) und einen Pachtschäfer ein. Hieraus entwickelte sich die Oberförsterei Kunersdorf. 1549, nach der Zuordnung zum Amt Saarmund, ließ der Kurfürst ein Vorwerk errichten, das 1722 mitsamt der Schäferei vollständig abbrannte. Zwischen 1723 und 1725 erfolgte der Wiederaufbau der Forstdienst- und Vorwerkgebäude und 1770 erhielt der Oberförster ein massives Wohnhaus. 1804 umfassten das Amtsvorwerk und Forsthaus „drei Feuerstellen“ mit 35 Einwohnern. 1818 übernahm der Forstfiskus den Gesamtkomplex. Mit der Verlegung der Oberförsterei nach Ferch endete 1970 der traditionelle Standort der Oberförsterei Kunersdorf. 1973 übernahm die Nationale Volksarmee den Komplex und baute die Gebäude und das Gelände zu einer Ferieneinrichtung aus. Seit 1993 ist er im Besitz des gemeinnützigen Vereins Ländliche Heimvolkshochschule am Seddiner See e. V. Lediglich das 1874 erbaute Wohnhaus der ehemaligen Revierförsterei Seddin blieb oberhalb der Heimvolkshochschule im heute noch bestehenden Forst Kunersdorf erhalten.

### Vom Fischfang zum Produktionszweig (20. Jh.)
Im Übergang zum 20. Jahrhundert entwickelte sich der Fischfang und die Bewirtschaftung der Seen zum Produktionszweig. Im Winter wurde Eis geschnitten und eingelagert. An der Trift, der Ortsgrenze zwischen Seddin und Kähnsdorf, entstand eine Rohrweberei. In den 1920er und 1930er Jahren wurden verschiedene Feriensiedlungen zur Naherholung angelegt. In der Schlacht um Berlin am Ende des Zweiten Weltkriegs verlief der äußere Sperrring um die Reichshauptstadt direkt entlang des Nordufers des Sees. Am 23. April 1945 überrollte die 3. Panzer-Grenadier-Armee der Roten Armee den Ring ohne großen Widerstand. In der DDR-Zeit bildeten sich auf dem Gelände der Rohrweberei die VEB Binnenfischerei Potsdam und die KIM, VEB Entenzucht und Produktion Seddin, die bis 1995 bestand. In den 1960er Jahren folgte die Nutzung des Kähnsdorfer Sees als Karpfenintensivgewässer.

## Heutige Nutzung und Einrichtungen an den Seen

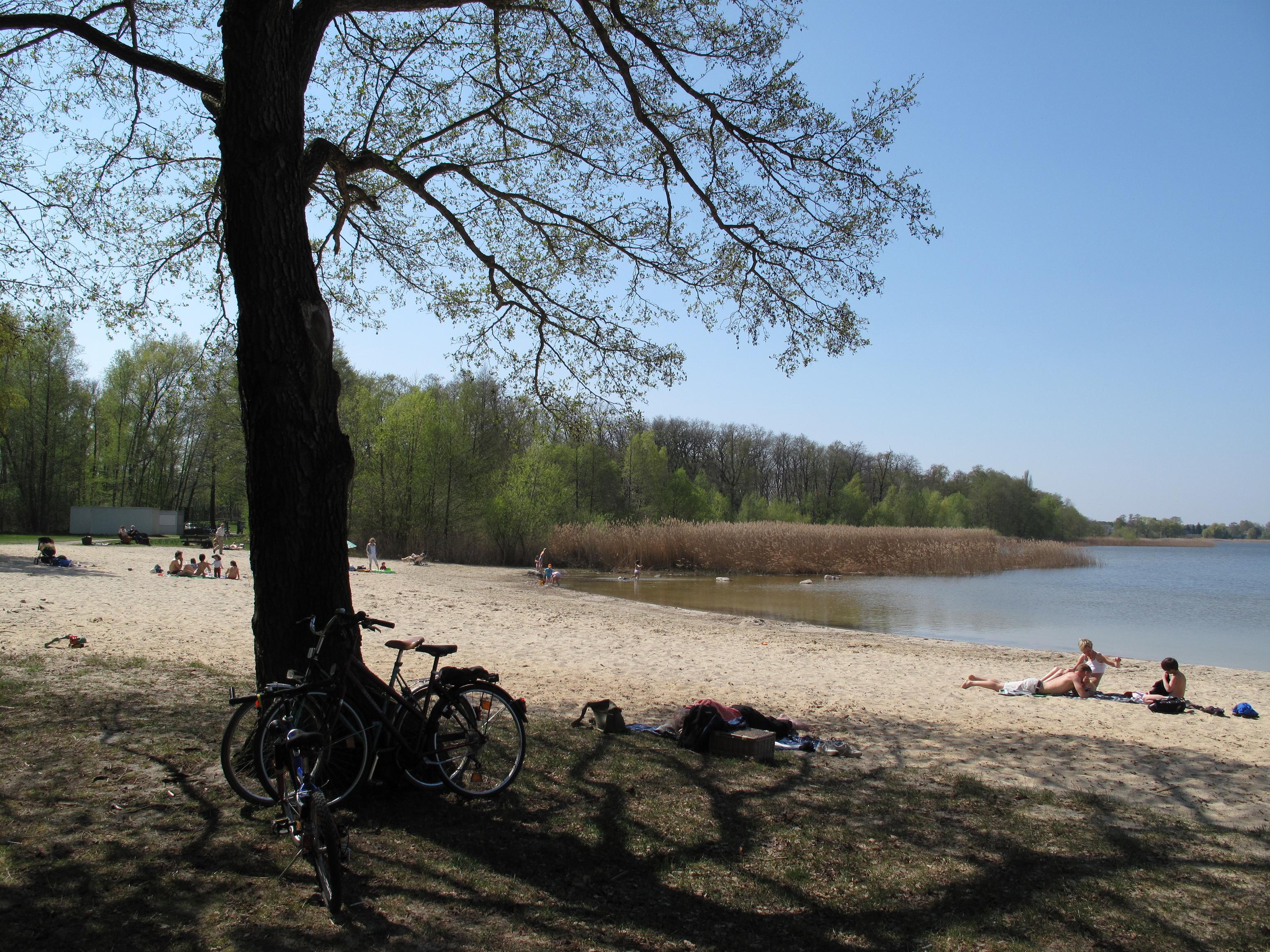
Kähnsdorfer Strand

Im 21. Jahrhundert wird der Große Seddiner See weitgehend touristisch genutzt. Er verfügt über fünf Badestellen, davon liegt die größte östlich von Kähnsdorf. Zur touristischen Infrastruktur zählen zwei Campingplätze, Bootsverleihe, Ausflugslokale, Reiterhöfe und ausgebaute Wege wie der 10,3 Kilometer lange Rundwanderweg und ein Naturlehrpfad. Am Nordufer des Großen und Kleinen Seddiner Sees ist der Rundwanderweg Teil der 66-Seen-Regionalparkroute, die sich nach Westen im Seddiner Fenn über den Teufelssee zu den Lienewitzer Seen in der glazialen Abflussbahn fortsetzt. Wanderwege zum Naturschutzgebiet Fresdorfer See/Katzwinkel (gleichfalls Teil der 66-Seen-Regionalparkroute), durch die Fresdorfer Heide entlang des Langen Grunds und zum Beelitzer Spargeldorf Schlunkendorf erschließen weitere Teile des Naturparks Nuthe-Nieplitz in der Seeumgebung.
Aufgrund seiner geringen Tiefe gilt der See als geeignetes Einstiegsgewässer für Surfer. Um den See zu schützen, sind Motorboote verboten. Verschiedene kulturelle Angebote bietet die Heimat- und Kulturscheune Kähnsdorf. Ein jährliches Fischerfest mit Bootskorso erinnert an die Geschichte. Auch die Heimvolkshochschule am Nordwestufer bringt die Geschichte und Kultur der Region näher. Die geologische Geschichte vermittelt der Findlingsgarten Seddiner See in Kähnsdorf, in dem zudem in einer Freiluft-Skulpturenausstellung zwölf Künstler wie Marina Schreiber, Karl Menzen oder Volker Bartsch 26 zeitgenössische Werke zeigen. Der 1994 gegründete Golf- und Country Club Seddiner See verfügt auf dem 185 Hektar umfassenden Gelände über dem Wildenbrucher Nordufer unter anderem über eine Driving Range und zwei 18-Loch Meisterschaftsplätze.

## Ölgemälde von Carl Schuch

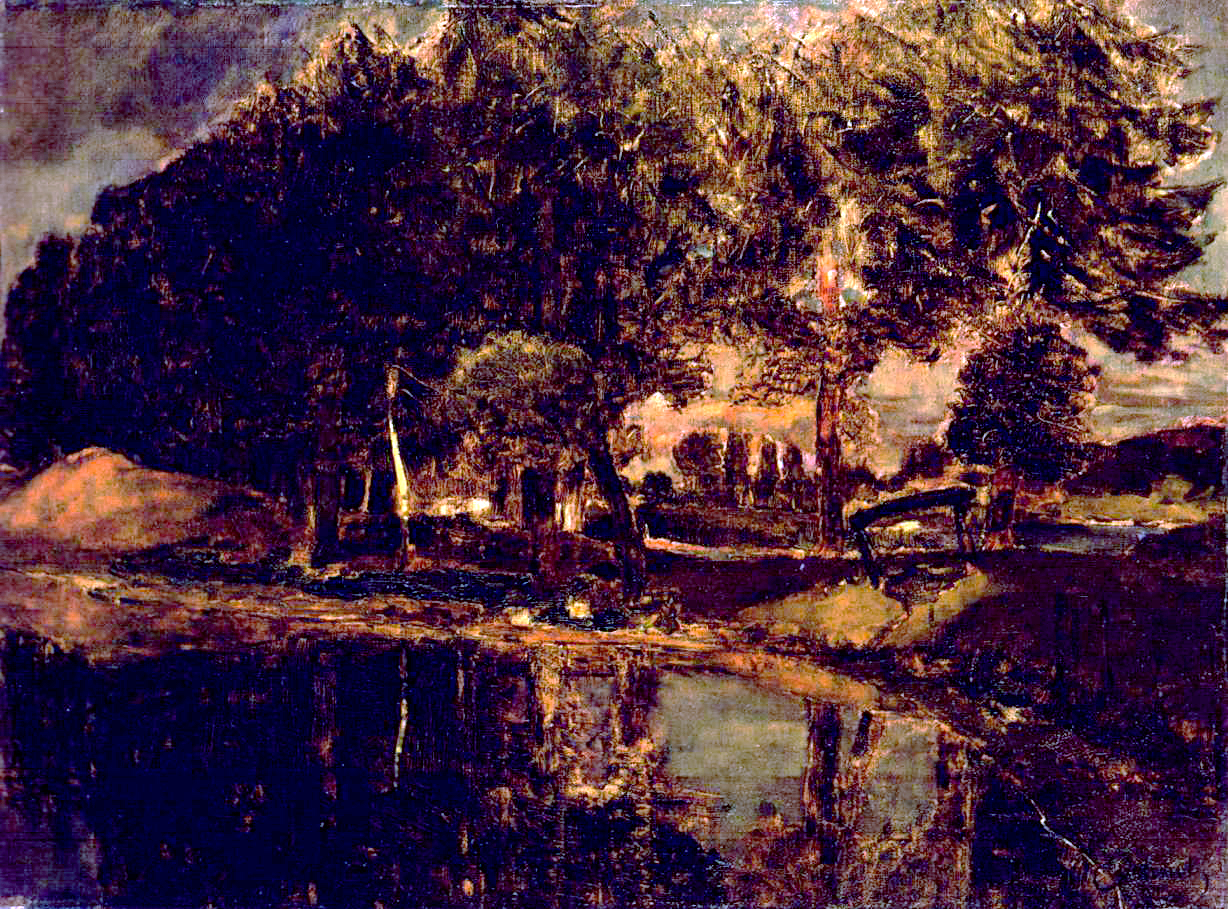
Carl Schuch: Am Seddiner See bei Kähnsdorf. Sommer 1880

Bei seinem Aufenthalt in Kähnsdorf im Sommer 1880 schuf der österreichische Landschaftsmaler Carl Schuch das Gemälde Am Seddiner See bei Kähnsdorf. Schuch hatte 1878 erstmals seinen Freund Karl Hagemeister in Ferch besucht und dabei verschiedene Orte am Schwielowsee gemalt. In dieser Zeit gelangte Schuchs Malerei vom Landschaftsstilleben zur bewegten Landschaft. In den Ölgemälden Am Seddiner See bei Kähnsdorf und Schleuse bei Kähnsdorf führte er, von Gustave Courbet beeinflusst, die spätsommerlichen Landschaften mit einer lebhaften Pinselführung und pastosem Farbauftrag aus. Am Seddiner See bei Kähnsdorf zeigt in der dunkeltonigen Malerei in Leiblscher Manier, die Schuch zu dieser Zeit bevorzugte, im Vordergrund den Großen Seddiner See und hinter dem schmalen Landstreifen den Kähnsdofer See. Die Pappeln, Weiden und Birken des Streifens gehen hoch bis an den Bildrand und spiegeln sich im Wasser des Vordergrundes. Im Durchblick durch diese Baumgruppe ist rechts der Anfang des Rauhen Berges zu sehen. Das Bild befindet sich im Pommerschen Landesmuseum in Greifswald.